# Werona
Werona (wł. Verona [veˈrona], wymowaⓘ) – miasto położone w północno-wschodnich Włoszech, w regionie administracyjnym Wenecja Euganejska (Veneto). Leży nad rzeką Adygą, u podnóża Alp Weneckich. Jest znaczącym ośrodkiem handlu i jednym z bogatszych miast północnych Włoch.
Z 255 379 mieszkańcami (2023) stanowi drugie pod względem liczby ludności miasto w regionie. Obszar metropolitalny Werony zajmuje 1070,9 km²; zamieszkany jest przez około 500 000 ludzi. W 2022 roku burmistrzem Werony wybrany został Damiano Tommasi.
Werona jest stolicą prowincji o tej samej nazwie, jednej z siedmiu, które wchodzą w skład regionu. Każdego roku jest odwiedzana przez setki tysięcy turystów ze względu na swoje bogactwo artystyczne i coroczne atrakcje, na przykład festiwal w Weronie. Jednym z zabytków Werony jest amfiteatr z czasów rzymskich, zwany Areną. Atrakcją turystyczną Werony są domy Romea i Julii, bohaterów dramatu Williama Szekspira.
Swoją pozycję historyczno-ekonomiczną miasto zawdzięcza położeniu geograficznemu i porządkowi hydrogeologicznemu.

## Geografia

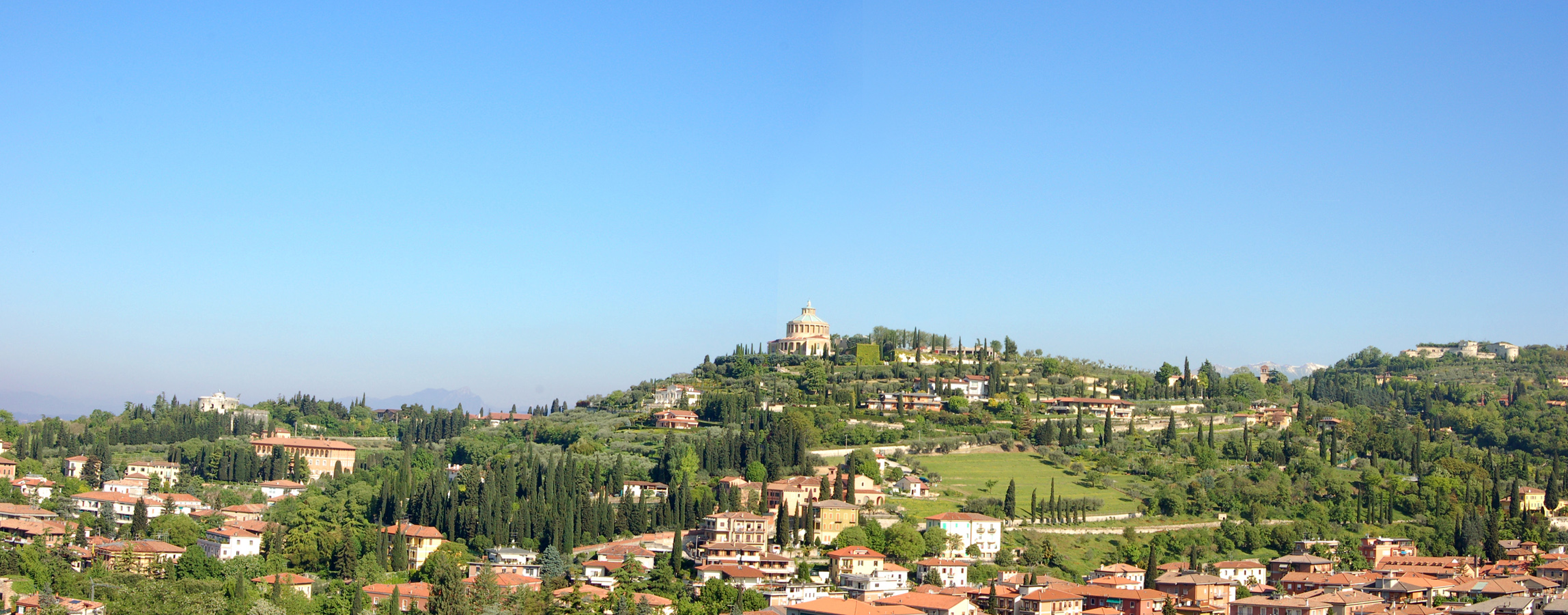
Część wzgórz otaczających Weronę, z trzema twierdzami: Sofii, św. Macieja Apostoła i byłą twierdzą św. Leonarda

Miasto położone jest 59 metrów nad poziomem morza, u podnóża wzgórz św. Piotra, wyrastających z południowych gór Lessini. Werona wznosi się wzdłuż brzegów Adygi, w punkcie, w którym ta dociera do Niziny Padańskiej i tworzy charakterystyczny podwójny meander (30 kilometrów na wschód od jeziora Garda).
Niegdyś miasto było punktem węzłowym transportu naziemnego i wodnego północno-wschodnich Włoch. W starożytnym Rzymie był to bowiem punkt styku czterech dróg rzymskich: Via Gallica, Via Claudia Augusta, Vicum Veronensium i Via Postumia. Także dzisiaj Werona tworzy istotny węzeł komunikacyjny z siecią autostrad – ze względu na swoje położenie na skrzyżowaniu trzech głównych szlaków, które prowadzą z centralnych i północno-zachodnich Włoch przez przełęcz Brenner.
Zgodnie z zarządzeniem PCM 3274 z 20.03.2003 wskaźnik ryzyka sejsmicznego klasyfikuje Weronę w trzeciej strefie.

### Klimat
Klimat Werony jest bardzo zróżnicowany: latem dominuje typ śródziemnomorski, przede wszystkim ze względu na wpływ jeziora Garda, z wysoką wilgotnością oraz temperaturami, zimą zaś klimat kontynentalny z wysoką wilgotnością i niską temperaturą. Coraz rzadsze jest zjawisko mgieł, występujących od zachodu słońca aż do późnego ranka, które są spowodowane wysoką wilgotnością powietrza zimą. Średnie temperatury w lipcu utrzymują się powyżej 24 °C, podczas gdy w styczniu wynoszą około 1 °C.
Opady atmosferyczne wysokie są między końcem kwietnia a początkiem czerwca, a także na przełomie października i listopada, zaś szczyt osiągają w sierpniu. Okres zimy – od końca listopada aż do marca – to okres mniej deszczowy ze średnimi opadami przekraczającymi 50 mm na miesiąc, lecz odczuwalny jest jako okres najbardziej wilgotny.
Z prawnego punktu widzenia gmina Werony znajduje się w „strefie klimatycznej E” z 2468 stopniodniami, tak więc maksymalny dozwolony limit włączenia ogrzewania od 15 października do 15 kwietnia wynosi 14 godzin dziennie.
Średnia temperatura minimalna dla całego roku wynosi 7,9 °C, a maksymalna 17,5 °C. Suma opadów atmosferycznych w ciągu roku to 819,4 mm, a liczba dni deszczowych 86.
| Werona                 | Sty | Lut | Mar | Kwi | Maj | Cze | Lip | Sie | Wrz | Paź | Lis | Gru | Rok |
| ---------------------- | --- | --- | --- | --- | --- | --- | --- | --- | --- | --- | --- | --- | --- |
| Dni deszczowe (≥ 1 mm) | 7   | 6   | 7   | 9   | 9   | 9   | 6   | 7   | 5   | 7   | 8   | 6   | 86  |

### Hydrografia

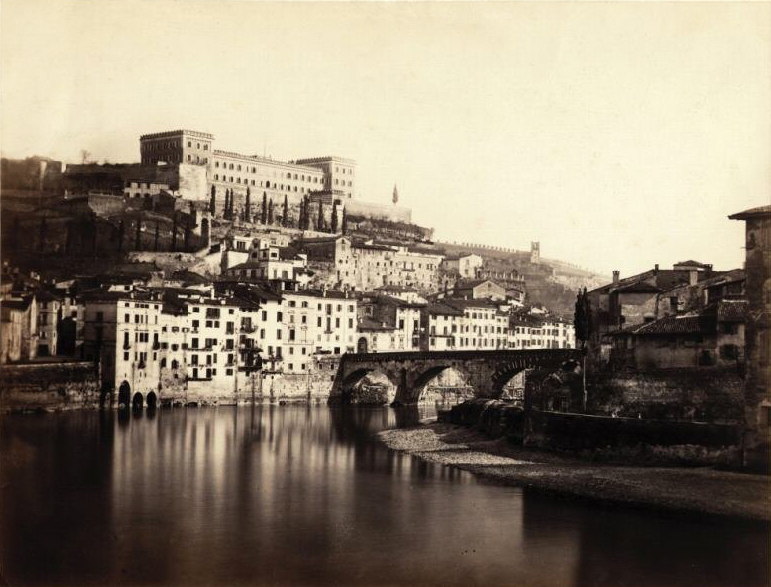
Adyga obok wzgórza św. Piotra (na fotografii z XIX w.)

Dziś Adyga płynie wewnątrz potężnych murów, wałów wybudowanych po ogromnej powodzi w 1882 roku dla ochrony miasta przed kolejnymi wylewami. Obecnie rzeka jest zamknięta pomiędzy murami i nie ma wpływu na rozbudowę miasta, ale do czasów stosunkowo niedawnych Werona była miastem w znacznej mierze zależnym od Adygi ze względu na bogatą działalność handlową i przemysłową, dla rozwoju których rzeka jest niezbędna. Adyga była jedyną drogą komunikacji żeglownej aż do Trydentu: począwszy od czasów antycznych była używana do transportu towarów. Przebieg transportu był obsługiwany z nabrzeży, budek celnych, wież na obu stronach rzeki, zamków i fortec. Dawniej Werona oraz osady, które znajdowały się nad rzeką, prowadziły gospodarkę opartą bezpośrednio na istnieniu rzeki. Wzdłuż jej brzegów były wyrabiane bloki z marmuru i drewno, które następnie transportowano jej wodami. Używano tych budulców do wznoszenia stoczni okrętowych, licznych młynów wodnych, pomp odwadniających, magazynów, siedzib małych przedsiębiorstw, ale również używano w działalności rzemieślniczej.
Rzeka miała odnogi, które dzisiaj już nie istnieją: obok amfiteatru od głównego nurtu odłączała się na lewo gałąź Acqua Morta (Martwa Woda), nazywana tak ze względu na powolny przepływ jej wód, które ponownie się łączyły z główną rzeką przy moście Navi, kształtując wysepkę. Adigetto, nazywane także Rofiól, było natomiast szeroką fosą poszerzoną w epoce średniowiecza w celach obronnych. Odnoga ta odłączała się od Adygi zaraz za Castelvecchio i płynęła na południe wzdłuż murów miejskich, po czym wpływała ponownie do Adygi. Dzięki temu miasto niemalże w całości zostało objęte wewnętrznym meandrem Adygi – było wyspą trudną do zdobycia. Inną odnogą rzeki jest Lorì, bardzo krótki strumień, który spływa ze wzgórza obok przedmieść Avesy i uchodzi do Adygi po kilku kilometrach. Strumień jest kojarzony z praczkami z Avesy, piorącymi tkaniny dla hoteli, szpitali i zamożnych mieszkańców całego miasta. Oprócz wspomnianych odnóg rzeki zbudowano również sieć ponad siedemdziesięciu połączeń, które zapewniały przepływ wody w obszarze zamieszkanym.

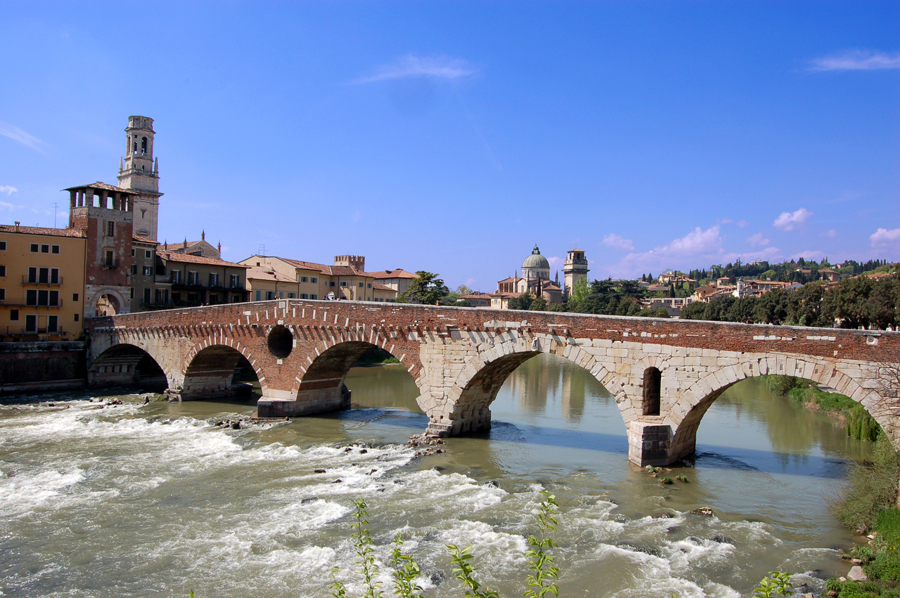
Adyga na wysokości Ponte Pietra

Charakterystyczne były młyny wodne, stojące na platformach lub młyny pływające, montowane na łodziach (pontonach) tak, aby mogły przystosować się do zmiany poziomu wód. Na łodzi (lub na posadowionej między dwoma łodziami platformie) znajdowały się koło młyńskie i drewniana budka, w której pracowały kamienie młyńskie. Mostki nazywane peagno łączyły platformy z brzegiem. Młyny po raz pierwszy zostały udokumentowane w średniowieczu, wiele z nich było kontrolowanych przez lokalne klasztory, które dawniej miały prawo do wykorzystywania wód rzeki. Grupy młynów znajdowały się obok San Zeno, San Giorgio w Braida i w Sottoriva. Ich liczba wzrosła z biegiem czasu do ponad 400 w XIX wieku, by następnie sukcesywnie się zmniejszać ze względu na rozwijającą się industrializację, aż do całkowitego zaniknięcia na początku XX wieku.
Powódź, która miała miejsce 16 września 1882, zalała większą część miasta, niszcząc setki domów, burząc dwa mosty i zabijając wielu ludzi. Ta klęska żywiołowa zmusiła mieszkańców do znacznej modyfikacji biegu rzeki. Wiele z tych prac było przeprowadzonych w okresie 1882–1895 i zmieniło na zawsze wygląd miasta. Koryto Adygi zostało poszerzone i oczyszczone, zostały wybudowane murowane nabrzeża wzdłuż całego miasta, a także zamknięto Adigetto i Acqua Morta. Aby skierować część wód w inną stronę, wykopano kanał przemysłowy Camuzzoni (nazwany tak ku czci burmistrza, będącego w służbie od 1867 do 1883 roku). Kanał odgałęzia się w dzielnicy Chievo (gdzie w 1923 roku została wybudowana zapora wodna) i przepływa 7,5 km w kierunku południowo-wschodnim aż do wpłynięcia do Adygi w dole miasta.

## Rozwój demograficzny
Od 1871 roku w Weronie można było obserwować wyraźny wzrost demograficzny, który spowodował wzrost liczby ludności z 86 443 w tymże roku do 266 205 w 1971. W latach siedemdziesiątych liczba mieszkańców utrzymywała się na stałym poziomie, po czym zaczęła powoli maleć, aż do roku 2001, osiągając minimum 255 824 mieszkańców. Od 2001 roku, głównie dzięki obcokrajowcom, obserwuje się stały wzrost populacji: 1 czerwca 2006 roku obszar zamieszkiwało 259 380 osób, z czego 23 166 to obcokrajowcy, co stanowi 8,93% całej populacji. Główne kraje pochodzenia imigrantów zamieszkujących Weronę to: Sri Lanka, Rumunia, Maroko, Nigeria, Mołdawia, Albania i Ghana. Ostatnie dostępne dane pochodzą z 19 lipca 2008 roku. Wynika z nich, że populacja miasta wciąż rośnie i osiągnęła liczbę 264 296 mieszkańców.
Liczba mieszkańców

## Historia
Werona była zamieszkana już w czasach prehistorycznych, powstały wtedy niektóre osiedla na wzgórzu Świętego Piotra, które góruje nad rzeką Adygą. Do dziś toczą się dyskusje nad tym, która populacja rozpoczęła zasiedlanie regionu: najszerzej uznana hipoteza zakłada, że zasiedlenie rozpoczął lud Retów. Podziela ją rzymski pisarz Pliniusz Starszy. Natomiast Tytus Liwiusz twierdzi, że inicjatorami byli Cenomanowie. Inne hipotezy mówią o pochodzeniu etruskim (na tym terenie odnotowano obecność Arsunati, ludu o nieznanym pochodzeniu, który przez niektórych jest zaliczany do Etrusków). Wreszcie hipoteza adriatycko-wenecjańska zakłada, że miasto zostało wzniesione przez populację lokalną Euganejczyków.
Ok. roku 390 p.n.e. Werona została zdobyta lub założona na nowo przez Celtów.
Wzniesieniem kolonii rzymskiej w meandrze Adygi (89 r. p.n.e.) zapoczątkowano okres wielkiego rozwoju miasta. Z małego i niewielkiego osadnictwa Rzymianie uczynili dzieło sztuki, budując wielkie pomniki, które możemy podziwiać jeszcze dziś. Miasto było szczególnie wykorzystywane w III wieku n.e. jako baza wojsk w bitwach przeciwko barbarzyńcom. Wówczas miasto zostało wzmocnione przez cesarza Galiena, który poszerzył miejskie mury.
Od V do XII wieku Werona była we władaniu ludów barbarzyńskich: od Wizygotów Alaryka I i zniszczeń przyniesionych przez Attylę poprzez władzę Ostrogotów Teodoryka Wielkiego (489) aż do przyjścia okupacji Longobardów dowodzonych przez Alboina. W 774 właśnie w Weronie Frankowie Karola Wielkiego pokonali ostatniego króla Longobardów. Faktem jest, że Adelchis ustanowił dekret końca okresu Longobardów, po którym miasto było siedzibą marchii cesarstwa rzymskiego.
W 1136 Werona stała się komuną miejską, będącą fazą przejścia z feudalizmu. Odtąd następowały po sobie różne wojny, podczas których miasto dzięki swej mocnej konstrukcji było często wykorzystywane jako fortyfikacja. W roku 1164 stanęła na czele koalicji przeciw cesarstwu. W 1167 połączyła swoje siły z Ligą Lombardzką. Miasto poddane początkowo Ezzelino da Romano, później przeszło w ręce rodu Della Scala (1262), który powiększył znacznie miasto i jego posiadłości. W 1314 do Werony dołączono Vicenzę, w 1328 – Padwę, w 1329 – Treviso. Od 1387 Werona stała się terytorium rodu Visconti i Carraresi, w końcu w 1405 przeszła pod panowanie Republiki Weneckiej. Pod władzą Wenecji nastąpiły niemal cztery stulecia względnego pokoju, z krótką, ale krwawą, przerwą (1509–1516) w trakcie wojny Ligi w Cambrai, kiedy miasto było zajęte przez oddziały cesarskie. W tym też czasie Werona zaczęła tracić na znaczeniu politycznym i gospodarczym. W 1630 przez miasto przeszła epidemia dżumy.
W 1796 roku miasto zostało zdobyte przez armię Napoleona, który w 1797 oddał je Austriakom podczas traktatu Campo Formio po odważnym buncie antyfrancuskim (Werońska Wielkanoc). Wraz z kolejnym traktatem w Lunéville (1801) Werona została podzielona na pół, wzdłuż biegu rzeki Adygi: prawa część trafiła do Francuzów, lewa (którą Francuzi nazywali pogardliwie Veronette) do Austriaków. Taka sytuacja utrzymywała się aż do 1805 roku, kiedy ci ostatni odstąpili całą Wenecję Euganejską Francji.
Wraz z kongresem wiedeńskim (1815) Werona została trwale związana z Austrią i stan ten utrzymywał się aż do 1866 roku. Miasto stało się strategicznie najważniejszym wierzchołkiem Czworokątu Fortyfikacji, obszaru wielkiej wagi dla wojsk Habsburgów. Miał on tymczasowo zastępować państwo buforowe przeciwko atakom Królestwa Sardynii, które dążyło do zdobycia Królestwa Lombardzko-Weneckiego, należącego do Austrii. W 1822 roku odbył się czwarty kongres Świętego Przymierza.
W 1852 r. do Werony przybył pierwszy pociąg z Wenecji, przekraczając Adygę nowo zbudowanym mostem kolejowym Ponte della Ferrovia. Stacja kolejowa powstała przed bramą Porta Nuova. Już w 1853 r. miasto uzyskało połączenie z Mantuą, a w tym samym roku  rozpoczęto budowę linii kolejowej do Bolzano (tzw. Kolej Brenneru), oddanej w roku 1859.
Powiązanie historii Werony z Włochami rozpoczęło się 16 sierpnia 1866 roku wraz z podbiciem Wenecji Euganejskiej przez dynastię sabaudzką po III wojnie o niepodległość Włoch. Od tej pory miasto przeszło okres względnego spokoju, załamanego przez kryzys ekonomiczny, który trwał od II wojny światowej i którego głównym skutkiem była emigracja setek tysięcy mieszkańców Werony. W 1884 r. spółka Società dei Tramways di Verona zainaugurowała pierwszą linię tramwaju konnego między stacjami kolejowymi Porta Nuova i Porta Vescovo. Linie tramwajowe funkcjonowały w mieście do 1951 r., a na terenie poza murami do 1957 r.
W 1882 roku Weronę nawiedziła ciężka powódź, kiedy to Adyga zalała większą część miasta. W kolejnych latach dla ochrony miasta przed wylewami zostały zbudowane tak zwane muraglioni. W ten sposób miasto musiało zrezygnować z jednej ze swoich najbardziej charakterystycznych cech, „miasta, które żyło na wodzie”.
Bardzo ciężkie były starcia w trakcie II wojny światowej, podczas której bombardowania bardzo zniszczyły miasto. Po upadku faszyzmu (1943) Werona stała się istotnym ośrodkiem faszystowskiej Włoskiej Republiki Socjalnej. Proces w Weronie prowadzony przeciwko Galeazzo Ciano i innym faszystom Narodowej Partii Faszystowskiej oskarżonym o knucie spisku z Pietrem Badoglio, którego celem miało być aresztowanie Benita Mussoliniego, ustanowił wykonanie masowej egzekucji „frondy” na brzegach Adygi.
Po tym zdarzeniu Włoska Republika Socjalna stała się jeszcze bardziej agresywna i wzmocniła prześladowania. Ówczesne sanktuarium w Lourdes na wzgórzu św. Leonarda (opiekuna więźniów), siedziba kościoła imiennego od XII wieku, wywłaszczone przez Napoleona i zamienione przez Austriaków w 1838 na fortyfikację św. Leonarda, zostało przebudowane w 1943 na więzienie polityczne przeznaczone do prześladowań mieszkańców żydowskich, antyfaszystów i jeńców wojennych.
W latach po II wojnie światowej wraz z wejściem Włoch do NATO Werona ponownie zdobyła znaczenie strategiczne ze względu na bliskość żelaznej kurtyny. Miasto stało się siedzibą Sprzymierzonych Sił Naziemnych Południowej Europy (FTASE) i przez cały okres zimnej wojny pełniło ważną rolę militarną, przede wszystkim dla Stanów Zjednoczonych.
Dziś Werona prezentuje się jako ważne i dynamiczne miasto, ekonomicznie bardzo aktywne. Dzięki swojej tysiącletniej historii jest również częstym  celem podróży turystycznych. Tutaj przeszłość starożytnego Rzymu współgra z Weroną rodu Della Scala, co ma wpływ na urozmaicenie motywów architektonicznych i artystyczne.

### Nazwa miasta
Pochodzenie nazwy miasta nie jest udokumentowane, lecz z czasem pojawiły się różne hipotezy:
- z języka etruskiego Vera, co prawdopodobnie oznaczało imię osoby (nazwy tego typu są powszechne w Toskanii);
- z języka galijskiego (wiele rzek i strumieni nosi jeszcze dziś imiona pochodzące od korzeni celtyckich jak * ver- i * var-);
- od imienia rodu rzymskiego;
- od łacińskiego terminu ver, który oznacza „wiosna”.
- według legendy (spisanej przez kronikarza Galvano Fiamma): mityczny założyciel Werony, przywódca celtycki Brennus, nazwał nowe miejsce osiedlenia Vae Roma, to znaczy Biada Rzymowi, co następnie przekształciło się w obecną nazwę miasta Werona[28].

### Symbole

Herb rodu Della Scala

Herb miejski powstał około XIII wieku, kiedy Werona była wolną komuną miejską. Poprzedni herb, nośny biały krzyż heraldyczny na czerwonym polu, został zastąpiony sztandarem sztuk werońskich ze złotym krzyżem na niebieskim polu. Do dziś są to kolory heraldyczne Werony. Innym symbolem, który został wykorzystany także do herbu prowincji, jest sztandar rodu Della Scala: najbardziej rozpoznawalny zawiera białą drabinę z czterema lub pięcioma stopniami na czerwonym tle. Choć mało kto zdaje sobie z tego sprawę, istnieją dwa warianty herbu Della Scala: pierwszy z dwoma psami wspiętymi na tylnych nogach przy bokach drabiny i drugi z orłem cesarskim na szczycie drabiny. Ten ostatni został oficjalnie przyjęty przez Alboino della Scala i Cangrande I della Scala. Korzystają z niego również wikariusze cesarscy (stanowisko przydzielane przez cesarza Henryka VII Luksemburskiego).

### Odznaczenia
25 września 1991 miasto zostało odznaczone Włoskim Orderem Wojennym.

## Administracja
Administracyjnie obszar miejski jest podzielony na 8 okręgów, które z kolei podzielone są na 23 obszary administracyjne:
| Centrum historyczne 1. Città antica 2. Cittadella 3. San Zeno 4. Veronetta Nowoczesne dzielnice 10. Borgo Trento 11. Valdonega 12. Borgo Venezia (zawiera Borgo Trieste) 13. Porto San Pancrazio 14. Borgo Roma 15. Santa Lucia 16. Borgo Milano (zawiera Chievo oraz Saval) 17. Golosine 18. Ponte Crencano Rejony 30. Avesa 31. Quinto 32. Santa Maria in Stelle 33. Mizzole 34. Montorio 35. San Michele 36. Cadidavid 37. San Massimo 38. Parona 39. Quinzano | Dzielnice Werony |

## Urbanistyka
Układ urbanistyczny Werony jest wzorowany na układzie stosowanym w miastach rzymskich. Werona rozwijała się w różnych okresach, o czym świadczy zróżnicowane zabudowanie. Można wyróżnić średniowieczne centrum historyczne, w którym wznoszą się pałace z renesansu, XVIII i XIX wieku. Dzielnice Veronetta i San Zeno pełne są budynków z wczesnego średniowiecza. Poza murami miasta można znaleźć wille i pałace w stylu barokowym. Istnieje także obszar przemysłowy Borgo Roma, wzniesiony na przełomie XIX i XX wieku. Obecne nowoczesne zabudowania powstały w taki sposób, aby nie naruszyć poprzedniego układu.
Werona wciąż posiada aż pięć pasów murów miejskich skonstruowanych w różnych epokach:
- W niektórych miejscach widoczne są ruiny pasa murów z czasów cesarstwa rzymskiego;
- Od mostu Aleardi aż do placu Bra widoczny jest dobrze zachowany mur z XIII wieku, z trzema wieżami, spośród których najbardziej znana jest wieża pięciokątna bram Bra;
- Na wzgórzu św. Piotra stoją mury rodu Della Scala z pięcioma wieżami;
- Nasypy ziemne i bastiony wzniesione przez Wenecjan;
- Mury, bastiony i liczne forty zbudowane przez Austriaków. Są one doskonale zachowane.

W czasie panowania rzymskiego w Weronie zostały zbudowane dwa pasy murów: pierwszy w epoce późnorepublikańskiej oraz drugi, lepiej zachowany, mur Galiena. Drugi pas został zbudowany na polecenie cesarza Galiena w 265 roku, aby chronić miasto przed Alamanami.
Pas republikański miał długość ponad 900 metrów. Składał się z dwóch odcinków: jednego biegnącego z północnego zachodu na południowy wschód i drugiego z północnego wschodu na południowy zachód. W drugiej linii murów były brama Borsari i brama Leoni. Wewnątrz miasta rozwinęło się forum – dzisiaj jest to plac delle Erbe – na którym znajdowały się kapitol, bazylika i zabudowania publiczne.
W XI wieku Arduino d'Ivrea poszerzył pas murów od wzgórza w stronę wschodu. W ten sposób chciał się skuteczniej bronić przed atakami cesarza Henryka II. W latach 1194–1224 po południowej stronie miasta wzdłuż naturalnego zagłębienia został zbudowany pas miejski. Później zagłębienie przejęło funkcję fosy. Gibelin Ezzelino III da Romano odrestaurował i rozbudował pas murów, czyniąc go grubszym o trzy metry.

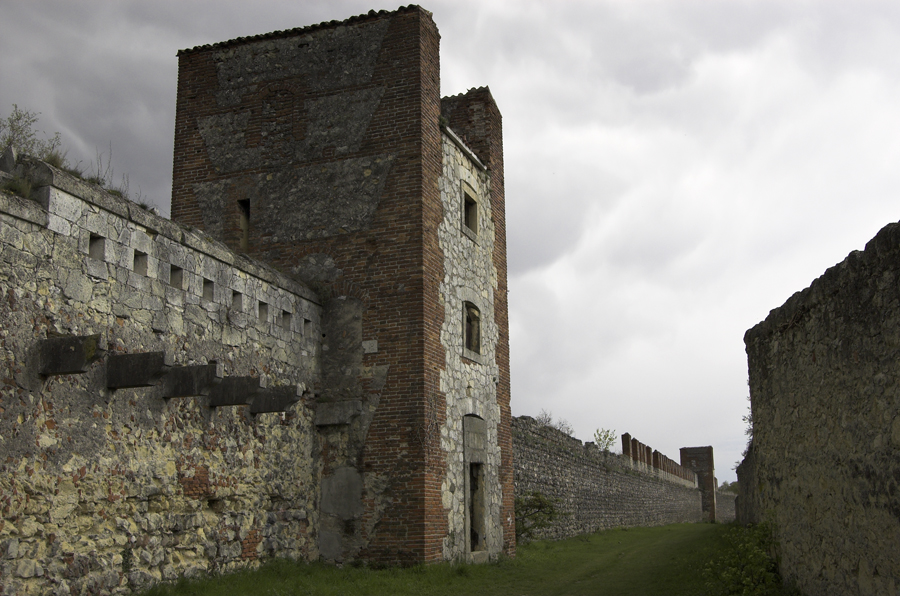
Południowe mury Werony, skonstruowane przez ród Della Scala i zmodernizowane przez Austriaków w XVII wieku

Alberto I della Scala poszerzył mury biegnące na wschód i północ i wzmocnił je o liczne wieże strażnicze. Niewiele później Cangrande zbudował olbrzymie wzmocnienia wojskowe: wzmocnił część północną z pasem murów miejskich w 24 wieże i 4 bramy. Niemal w tym samym czasie wydłużył mury na południe w stronę wsi. Obecnie w tym miejscu stoją mury zbudowane przez Austriaków.
Między 1509 i 1517 Werona została oddana pod władanie Maksymiliana I Habsburga. Z tej okazji Wenecjanie zdecydowali się na odbudowę murów miasta: pierwsze prace rozpoczęły się w 1523 wraz z wyburzeniem południowych murów rodu Della Scala. Na ich miejscu wzniesiono bastiony i wieże.
Z nadejściem Austriaków na początku XIX wieku mury były narażone na liczne ataki. Chroniły miasto przed najazdami w latach 1830–1840. Wówczas zostały odnowione bastiony i zbudowane liczne forty, co dało początek coraz rozleglejszym fortyfikacjom.
Po I wojnie o niepodległość Włoch w latach 1848–1849 ataki na miasto stały się coraz częstsze, przede wszystkim ze strony zachodniej. Wzrastało niebezpieczeństwo ze strony Królestwa Sardynii. Od 1848 do 1852 roku zbudowano pierwszy pierścień fortów: Chievo, Croce Bianca, San Zeno, San Massimo, Fenilone, Santa Lucia, brama Palio, Porta Nuova, fort Spianata, wieża Tombetta i fort Santa Caterina.
Następnie zbudowano drugi, zewnętrzny pas murów: fort Cà Bellina, Parona, Lugagnano, Dossobuono, Azzano, Tomba, San Michele i fort Cà Vecchia. W 1859 Austria straciła Lombardię na rzecz przyszłego Królestwa Włoch i dlatego zdecydowała się na stworzenie ufortyfikowanego regionu, tak zwanego Czworokątu Fortyfikacji.
W trakcie pięćdziesięcioletnich rządów austriackich zbudowano pałac Barbieri, arsenał Franciszka Józefa I, stację kolejową Porta Vescovo, cmentarz pomnikowy i inne budynki.
Aż do XIX wieku miasto rozwijało się wewnątrz murów magistralnych. Z początkiem nowego wieku i okresu industrializacji Werona zaczęła tracić rolę fortyfikacji, którą pełniła przez wieki. Pierwsza nowoczesna dzielnica Werony to Borgo Trento – dzielnica założona w pierwszym zakolu stworzonym przez Adygę. Drugą dzielnicą jest Borgo Roma założona na południu miasta. Tu powstały pierwsze ośrodki przemysłowe. Pozostałe dzielnice zaczęły pojawiać się po II wojnie światowej, nie naruszając historycznego układu miasta.

### Projekty zagospodarowania przestrzennego

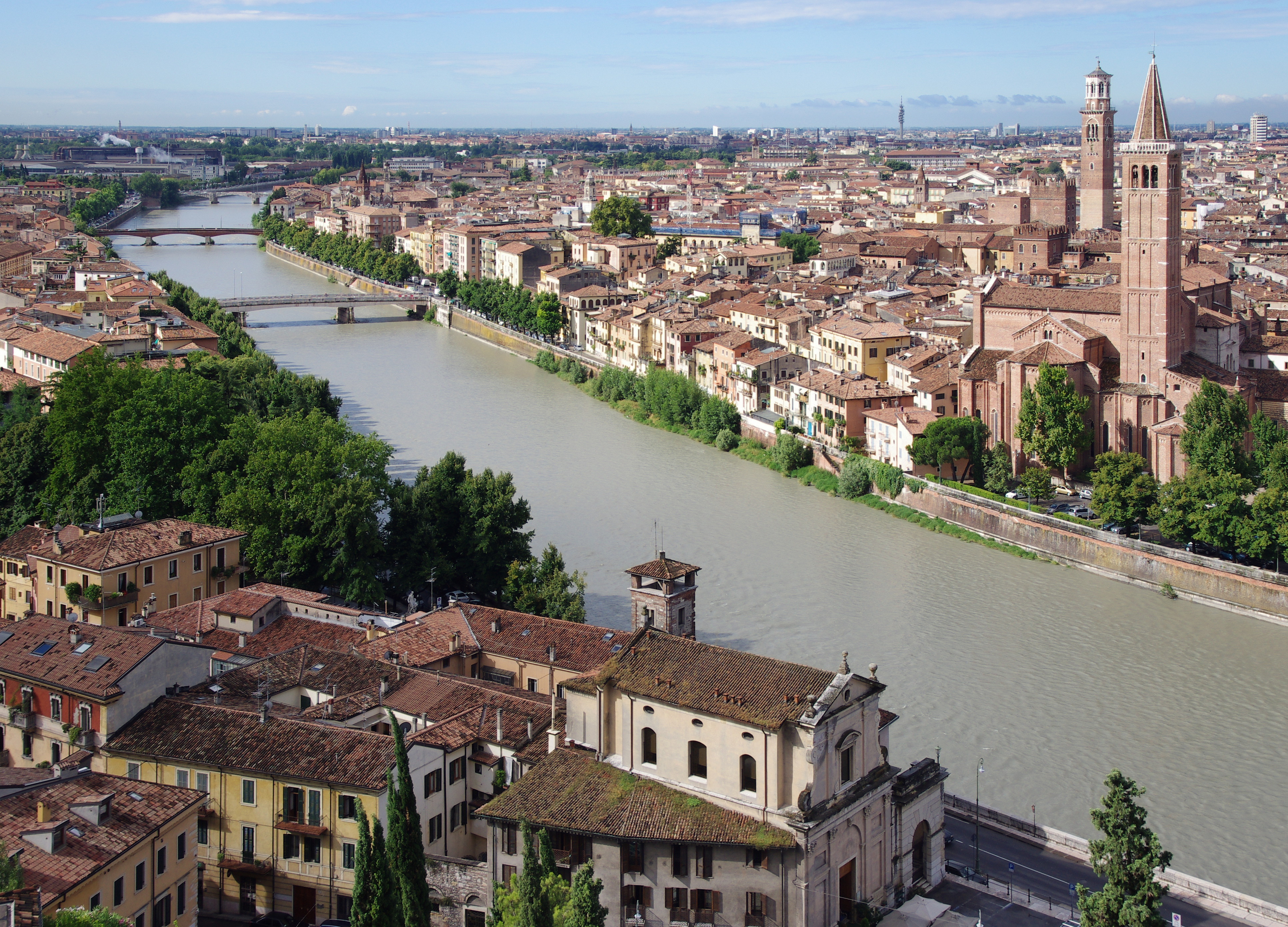
Werona. Widok z Castel San Pietro. Po prawej za Adygą wieża kościoła św. Anastazji, za nią w głębi Torre dei Lamberti

„Modernizacja Werony Południowej” to projekt zmodernizowania Werony, a w szczególności niektórych obszarów przemysłowych, które są obecnie nieużywane. Na obszarze byłych magazynów państwowych planowane jest stworzenie centrum kulturalnego, nazwanego Polo Culturale (Centrum Kulturalne). Na jego terenie będą znajdowały się ogólnodostępne usługi dydaktyczne, muzealne i artystyczne. Kompleks powstanie dzięki odnowieniu i odrestaurowaniu starych budynków magazynowych.
Na południe od magazynów, na terenie dawnego targu warzywno-owocowego, była przewidziana budowa centrum finansowego. Postanowiono jednak zagospodarować ten teren w inny sposób, tworząc 5000 miejsc parkingowych i hotel dla gości targów. Nowy kompleks powstanie naprzeciwko Targu w Weronie.
Na wschód od targu zostaną wybudowane cztery odizolowane dzielnice mieszkaniowe ze sklepami, butikami i biurami. Około 5,5 hektara powierzchni zostanie przeznaczonych na park publiczny. Na tym terenie zostanie zrealizowana także inwestycja budowy basenu oraz urządzeń sportowych i rekreacyjnych.
Na obszarze byłego młyna papierniczego przewidziana jest budowa wielofunkcyjnego budynku, w którym swoje usługi będą świadczyły przedsiębiorstwa działające w trzecim sektorze rynku, zajmujące się rekreacją i sportem. Budynek ten będzie się składał z czterech pięter, z których dwa będą przeznaczone na parking dla 2000 aut. Będzie tam również wieża o wysokości około 70 metrów pełniąca funkcję biurową. Część tego obszaru zostanie przeznaczona na tereny zielone, z parkiem miejskim na obszarze 30 000 m² oraz terenami sportowymi, m.in. nową halą sportową.
Obszar byłego Officine Adige został zaprojektowany przez sławnego architekta Richarda Rogersa, który przewiduje budowę 150-metrowego wieżowca – nowego symbolu Werony nowoczesnej. W planie są również rozległe tereny zielone, miejsce na sklepy, hotel i budynki mieszkalne.
Projekt modernizacji bierze również pod uwagę teren byłego Centrum Mleka. Obszar zostanie przeznaczony do użytku mieszkaniowego, handlowego i hotelarskiego: projekt przewiduje niską zabudowę mieszkalną przy ulicach oraz wysoką zabudowę biurową i hotelarską w głębi terenu.
W byłym Forum Boario, w pobliżu targu, w budowie jest centrum zarządcze, hotel, obszar przeznaczony na handel i promocję wina oraz plac. Cały projekt jest realizowany przez włoskiego architekta Mario Belliniego. Centrum zarządcze, zbudowane w kształcie kowadła, osiągnie 50 metrów wysokości.

## Zabytki i inne atrakcje turystyczne
Werona jest jednym z ośrodków sztuki we Włoszech ze względów artystycznych i archeologicznych. Miasto rozwijało się niejednorodnie, ale dwie różne szkoły murarskie podkreślają jego podział na część romańską i nowoczesną (aż do drugiej połowy XIX wieku): pierwsza to serce miasta otoczone rzymskimi murami pomiędzy bramą Borsari, bramą Leoni i murami Galiena, zaś druga to tzw. obwodnica wewnętrzna z małymi twierdzami renesansowymi, które zostały ukończone pod władzą austriacką.
W starożytnej części Werony widoczna jest praca konserwatorska Cangrande della Scala: rzucający się w oczy czerwony kolor cegieł, z których są zbudowane wystawne gotyckie pałace, jest złagodzony użyciem antycznego białego marmuru. Praca ta to owoc polityki rodu Della Scala, który dążył do powrotu do świetności. Odtąd nowa urbs marmorea jaśnieje białym brukiem placu delle Erbe, w centrum którego góruje fontanna Madonna Verona, zbudowana z fragmentów pochodzących z term rzymskich.

### Epoka rzymska
Werona zawiera liczne zabytki z epoki starożytnego Rzymu. Wszystkie zostały zbudowane po I wieku p.n.e., kiedy miała miejsce odbudowa miasta wewnątrz zakola Adygi. Jednym z zabytków, który staje się symbolem miasta, jest Arena – amfiteatr rzymski, trzeci pod względem wielkości po Koloseum i amfiteatrze w Kapui, lecz najlepiej zachowany. Podczas trzęsienia ziemi w roku 1183 zewnętrzna część Areny zawaliła się, pozostawiając jedynie cztery łuki. Część wewnętrzna nie została naruszona. Dziś Arena wykorzystywana jest w trakcie festiwalu operowego, a także licznych koncertów (widownia może pomieścić 22 tys. widzów). Przed Areną przez cały sezon składowane są wielkie elementy scenografii do poszczególnych spektakli.

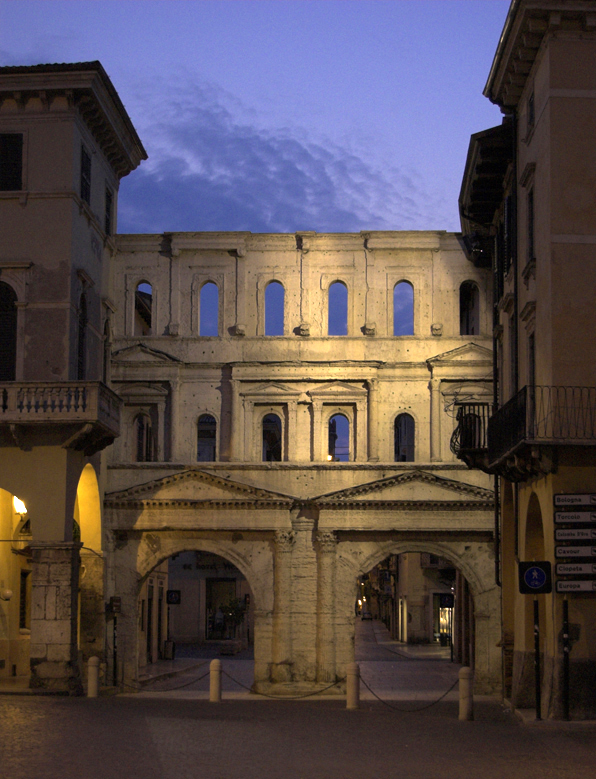
Rzymska Porta Borsari widziana od wschodu

Innym znanym zabytkiem jest teatr rzymski z I wieku p.n.e. Został on odsłonięty dopiero w roku 1830, kiedy zburzono pokrywające go zabudowania. Latem w teatrze odbywa się teatralne lato Werony.
W Weronie znajdują się dwie rzymskie bramy z I wieku n.e.: brama Borsari i brama Leoni. Z pierwszej została dobrze zachowana cała fasada, podczas gdy z drugiej zachowała się tylko połowa fasady wewnętrznej. Inną bramą rzymską jest Łuk Gawiuszów położony na Via Postumia, która prowadziła w stronę zamieszkanego centrum. Łuk dedykowany był członkom miejscowego gens (rodu) Gavia.
Z epoki rzymskiej pochodzi również Ponte Pietra, jedyny most rzymski, który wciąż można podziwiać. Złożony jest z pięciu łuków. Cztery z nich zostały wysadzone w powietrze w 1945 przez wycofujące się wojska niemieckie, a następnie odbudowane z kamieni wyłowionych z rzeki. Charakterystyczne jest użycie różnych materiałów budowlanych. Po moście Postumio, który zawalił się w 1153, widoczne są dziś jedynie podstawy filarów, i to tylko podczas niskich stanów wód Adygi. 

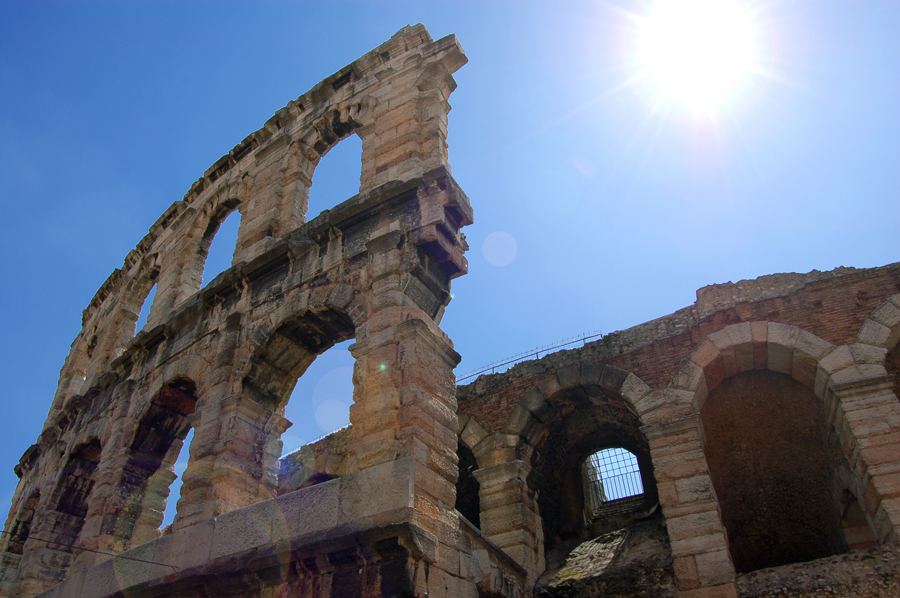
Łuk Areny

Pod placem delle Erbe, odpowiadającym starożytnemu forum rzymskiemu, zachowane są w podziemiach liczne budowle, fragmenty dróg i kanalizacji, pozostałości domów i bazyliki rzymskiej. Część z nich jest widoczna w międzynarodowym centrum fotografii Scavi Scaligeri – podziemnym muzeum, które stworzono przed odzyskaniem tego obszaru w latach 70. XX wieku, w ramach projektu przedsięwziętego dla ostatecznego uporządkowania licznych pozostałości archeologicznych ze starożytności i średniowiecza, znajdujących się w podziemiach obszaru pałacu del Tribunale.

### Epoka średniowieczna

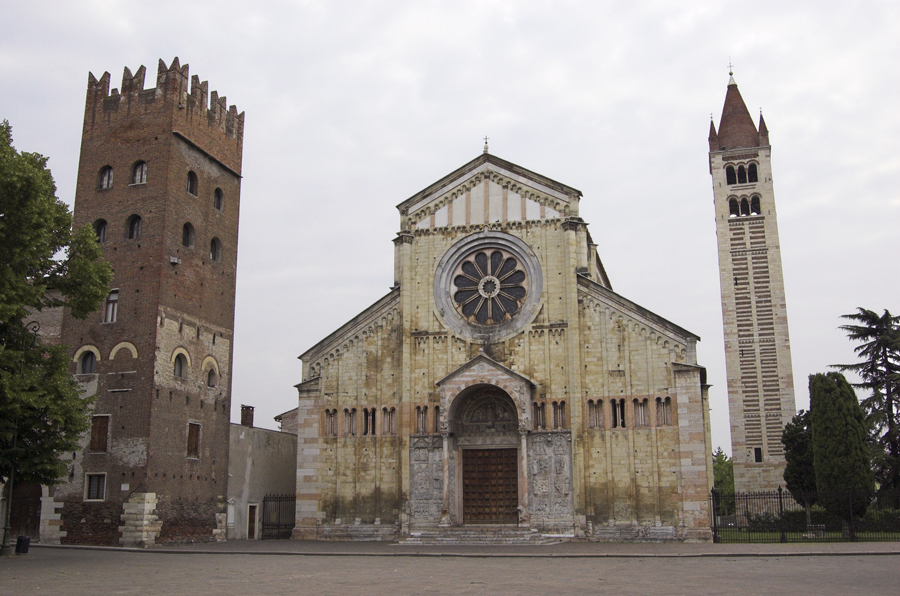
Bazylika św. Zenona

Późne średniowiecze pozostawiło po sobie w Weronie niewiele śladów z powodu trzęsienia ziemi z 3 stycznia 1117, którego epicentrum znajdowało się właśnie w Weronie. Trzęsienie pozostawiło miasto bardzo zniszczone. Zawaliła się część zewnętrznego pierścienia Areny. Pozostała tylko jedną część, która została uszkodzona w następnym trzęsieniu ziemi w 1183, co stworzyło sugestywną formę Areny ze „skrzydłem”. Pałace, niemal wszystkie kościoły, klasztory i liczne gmachy publiczne zostały poważnie uszkodzone lub zniszczone. Fakt ten przyczynił się do silniejszego rozprzestrzenienia się architektury romańskiej.
Główne zabytki są zatem datowane na XII wiek. To ten okres doprowadził do wielkiego rozwoju budynków kultu. Najważniejszy z nich to bazylika San Zeno Maggiore ze słynnymi średniowiecznymi drzwiami z brązu, ozdobionymi płaskorzeźbami o treści biblijnej i ze scenami z życia patrona kościoła, uważana za jedno z arcydzieł architektury romańskiej we Włoszech i związana z opactwem pod tym samym wezwaniem, po którym została wieża i niektóre krużganki klasztorne.
Istotna jest również katedra główna (cattedrale di Santa Maria Matricolare), powstała na gruzach dwóch kościołów paleochrześcijańskich zawalonych w wyniku trzęsienia ziemi z 3 stycznia 1117.
W Weronie znajdują się również kościoły, m.in. Tosca e Teuteria, San Fermo Maggiore, Basilica SS. Apostoli, Santa Maria Antica, San Giorgio in Braida.

### Epoka rodu Della Scala

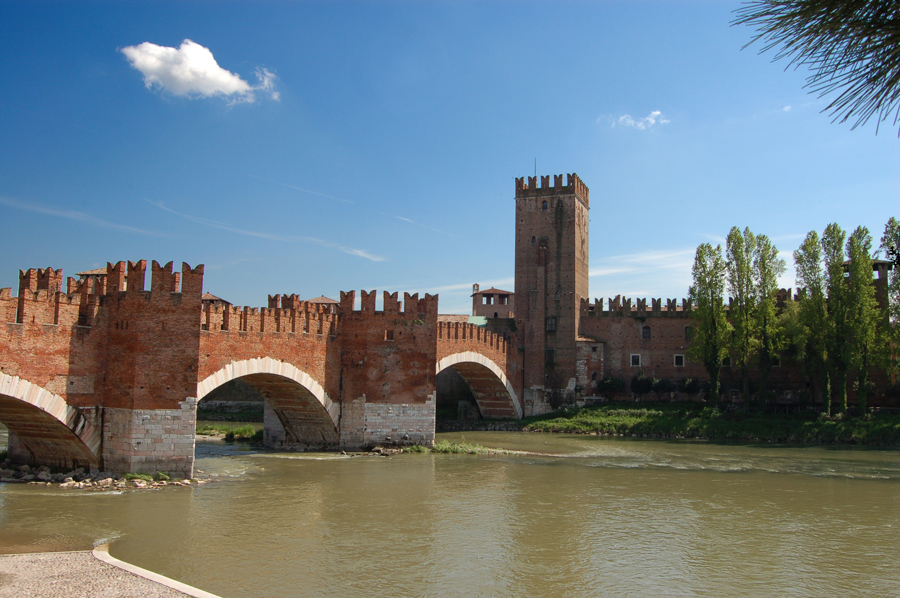
Most Scaligerów

Epoka rodu Della Scala była dla Werony okresem pozytywnym z urbanistycznego punktu widzenia. Rodzina ta doprowadziła do budowy wielu gmachów, które można podziwiać do dziś. Centrum historyczne (w szczególności plac Erbe, plac Władców i plac św. Zenona) wypełniają budowle powstałe w okresie signorii, jak pałac Burmistrza, który został zamieszkany przez Alberta I della Scala i prawdopodobnie przeznaczony na siedzibę władców miasta. W pałacu gościło również wielu sławnych ludzi, jak Dante Alighieri czy Giotto di Bondone, który według Giorgia Vasari podczas swojego pobytu namalował niektóre portrety władcy Cangrande I. Zostały one jednak zagubione. Innym pałacem rodu Della Scala jest pałac Cansignorio, którego budowa została zapoczątkowana przez władcę Cansignorio, a zakończona prawdopodobnie w 1363 roku. Budynek był pierwotnie pałacem-fortecą, wyposażoną w trzy wielkie wieże w rogach budowli. W niektórych źródłach jest nazywany również Palazzo Grande („Wielkim Pałacem”), właśnie ze względu na swoją okazałość. Z pierwotnego pałacu pozostała tylko jedna z baszt, odrestaurowana podczas prac w 1882. Pozostała część budynku pochodzi z XVI wieku.

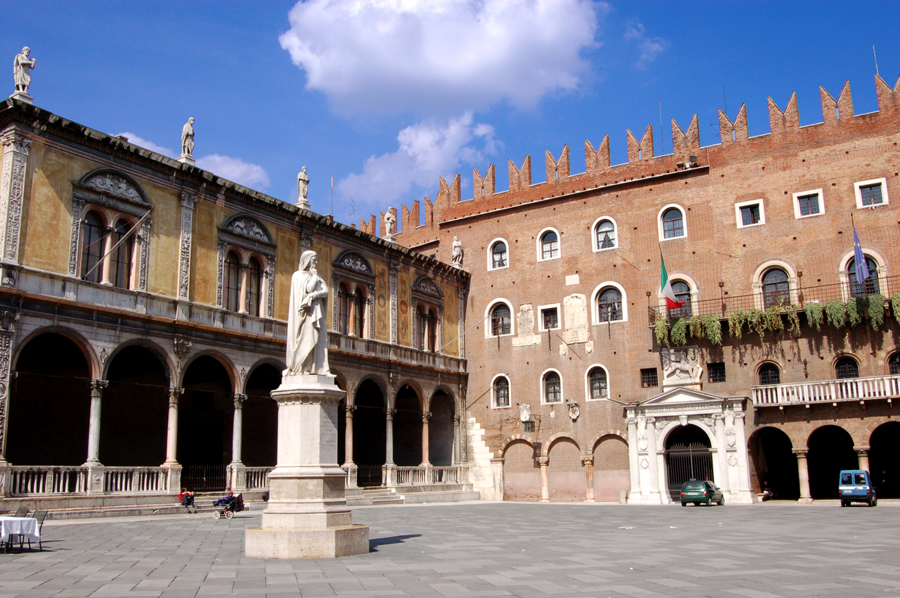
Plac dei Signori z pomnikiem Dantego, pałac Governo i loggia del Consiglio

Bardzo ważny był system obronny skonstruowany przez ród Della Scala z siedzibą w zamku Castelvecchio, zbudowanym przez Cangrande II della Scala wraz z mostem Della Scala. Zamek był budowany od 1354 do 1376 i stworzony nie tyle dla obrony miasta przed wrogami, co jako obrona przeciwko samym mieszkańcom. Most rodu Della Scala pierwotnie miał na celu umożliwienie ewentualnej ucieczki do Niemiec, gdzie panował zięć Cangrande II, Ludwik IV Bawarski. Most rodu Della Scala został zbudowany w przeciągu trzech lat (od 1354 do 1356), a jego wytrzymałość pozwoliła mu przetrwać bez szkody przez pięć wieków, aż do nocy z 24 kwietnia 1945, kiedy pod koniec II wojny światowej Niemcy wysadzili w powietrze wszystkie mosty Werony, aby zabezpieczyć odwrót. Swoją wytrzymałość most zawdzięczał szerokim arkadom i wielkości filarów, badanych pod kątem wytrzymałości na nurt Adygi w różnych punktach zakola. Arkada od strony Castelvecchio, gdzie nurt jest silniejszy, jest nieco dłuższa w porównaniu do kolejnych dwóch, a filary są większe. W Castelvecchio znajduje się muzeum miejskie w Castelvecchio, jedno z najbardziej interesujących miejsc prezentujących sztukę włoską i europejską. Odrestaurowane według nowoczesnych kryteriów, zawiera około trzydziestu sal i wiele działów: rzeźby, malarstwa włoskiego i zagranicznego, broni antycznych, ceramiki, złota, miniatur i antycznych dzwonów miejskich.
Ważnym budynkiem urzędowym rodu Della Scala jest wieża Gardello, która jest symbolem jednego z pierwszych postępów technologicznych i mechanicznych. Jest to pierwszy zegar publiczny. Niezbyt daleko stąd znajdują się sarkofagi rodu Della Scala, wybudowane w stylu gotyckim, w których spoczywają najsłynniejsi reprezentanci rodu. Są one zamknięte wewnątrz żelaznego ogrodzenia, na którym widnieje symbol rodu. Sarkofagi znajdują się na ziemi lub na podwieszanych stopniach. Skrzynie zostały wskazane jako jedne z najcenniejszych zabytków sztuki gotyckiej.

### Epoka wenecka
Okres dominacji weneckiej w Weronie był bardzo korzystny przede wszystkim ze względu na rozwój budownictwa prywatnego i wojskowego. Ważną postacią XVI wieku był architekt z Werony – Michele Sanmicheli – który ozdobił miasto licznymi pałacami i został wyznaczony przez Republikę Wenecką do budowy bram wejściowych miasta.

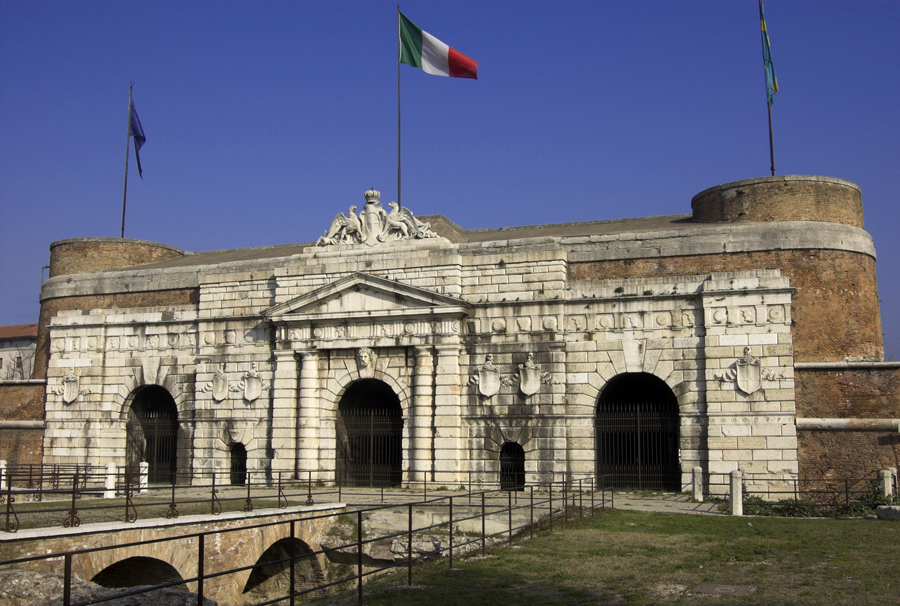
Porta Nuova

Porta Nuova to przykład stylu Michele Sanmicheliego. Brama została wzniesiona w latach 1535–1540, a jej pozycja doprowadziła do powstania ważnej ścieżki Porta Nuova, która kończy się u bram Bra. Obie fasady są zbudowane w porządku doryckim: ta od strony miasta z tufu, podczas gdy fasada zwrócona na zewnątrz z białej skały. Brama pełni istotną rolę również pod względem historycznym: podczas serii buntów przeciwko garnizonom napoleońskim, zwanych wielkanocami werońskimi, wewnątrz bramy zostało uwięzionych około 200 żołnierzy francuskich.
Następnie zbudowano bramę Palio (1542–1557), która pomimo mniejszej istotności w porównaniu z Porta Nuova jest najbardziej interesująca pod względem kulturalnym i artystycznym. Została zbudowana na planie prostokąta. Na zewnętrznej stronie zawiera trzy łuki z kolumnami doryckimi. Wewnątrz jest kolejnych pięć łuków, każdy wyposażony w dwie kolumny. Fasada zewnętrzna zawiera wzory zaczerpnięte z teatru rzymskiego w Weronie.
Istnieje również brama św. Zenona (ukończona w 1542), której fasadę Sanmicheli zinterpretował jako łuk triumfalny z kolumnami w porządku jońskim i wieloma dekoracjami, jak medale czy herby. W tym przypadku poza białą skałą do budowy użyto także czerwonej cegły, często wykorzystywanej przede wszystkim w budowlach rodu Della Scala.
Do dzieł Sanmicheliego należą ponadto pałac Canossa, pałac Pompei, pałac Bevilacqua i pałac Della Torre. Ten ostatni jednak według niektórych krytyków jest uważany za dzieło Domenica Curtoniego z XVII wieku. Autorem najbardziej wiarygodnym jest jednak Bernardino Brugnoli, krewny Sanmicheliego, który z nim często pracował i dlatego też zapożyczył w części jego styl i technikę.

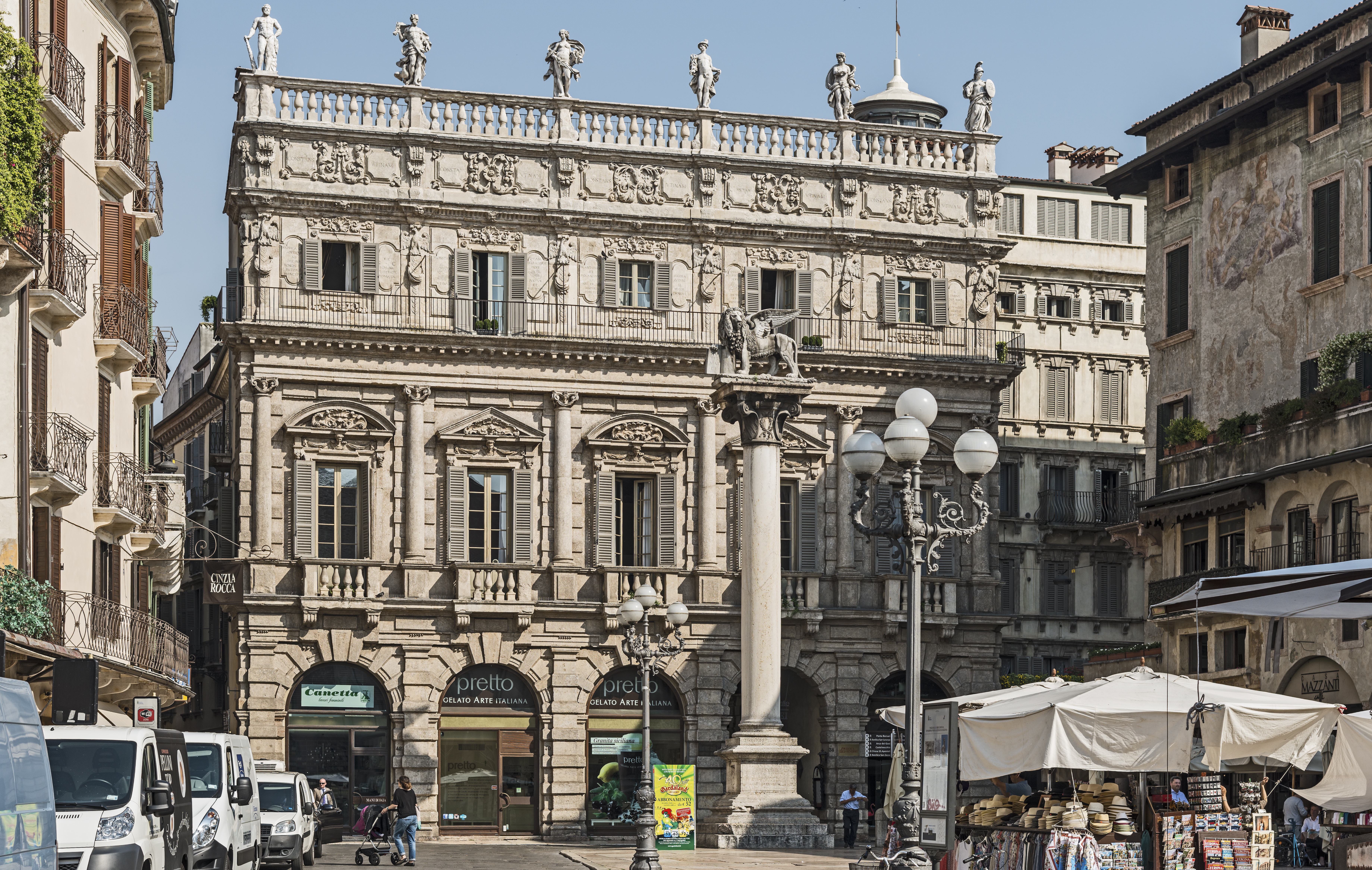
Pałac Maffei i lew na placu Erbe

Z pewnością dziełem Michele Sanmicheliego był natomiast pałac Canossa, wybudowany na zlecenie rodu Canossa, jednego z najstarszych i najsławniejszych rodów włoskich. Budynek ten gościł w 1822 kongres w Weronie, do którego przyłączyły się niemal wszystkie państwa Europy. Sanmicheli próbował zaaranżować przy pomocy monumentalnych fasad głębokie przeciwieństwa bramy Borsari i łuku Gawiuszów, tworząc pomiędzy nimi drogę, która istnieje do dziś. Strop został ozdobiony freskami przez malarza Giovanniego Battistę Tiepolo, ale zostały one zniszczone podczas bombardowań, które uderzyły w miasto podczas II wojny światowej.
Pałac Bevilacqua jest jednym z pałaców o najbardziej wyrafinowanej stylizacji, bogatej w szczegóły, z fasadą zbudowaną w dwóch porządkach. Dolna część jest bardziej masywna, natomiast górna wysmukła i elegancka. Pałac mieścił znane obrazy, wśród których były La pietà della Lacrima Giovana Francesca Carota, Raj Jacopa Tintoretta, portret Kobiety z dzieckiem Paola Veronesego.
Pałac Pompei naśladuje styl neoklasyczny Sanmicheliego. Dzięki pośmiertnej darowiźnie właścicieli na rzecz pałacu komuny miejskiej Werony budynek gości dziś muzeum miejskiej historii naturalnej. Można w nim znaleźć ponad dwa miliony znalezisk geologicznych, paleontologiczych, zoologicznych, prehistorycznych i botanicznych.

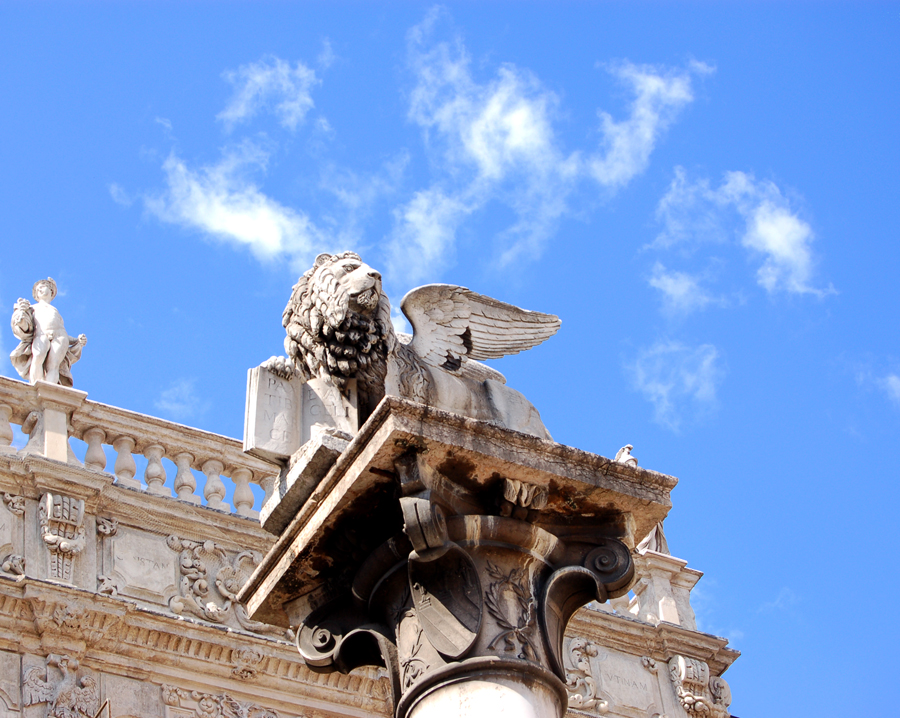
Lew św. Marka na kolumnie na placu delle Erbe, symbol potęgi Werony weneckiej

Szczególną historię ma także pałac Turchi, którego budowa została zlecona przez kawalerzystę Pio Turchi, a który został zbudowany niewiele lat po bitwie pod Lepanto z 1571, gdzie flota Republiki Weneckiej pokonała flotę osmańską. Pio Turchi był rzecznikiem wspólnoty werońskiej podczas wielkich uroczystości zwycięskich w Wenecji. Pałac był udekorowany statuami osobistości tureckich, którzy brali udział w bitwach pod Lepanto. Niektórym z nim zostały obcięte głowy i zostały wystawione na placu delle Erbe, w miejscu, w którym wystawiano głowy skazanych na śmierć.
Inne pałace, położone odpowiednio na placu dei Signori i placu delle Erbe, to Loggia di Consiglio (Loża Rady) i pałac Maffei. Loża posiada kolumny marmurowe, wiele rzeźb i fresków. Wśród nich były dwie wypukłorzeźby z brązu przedstawiające archanioła Gabriela i zwiastowanie Najświętszej Marii Panny, usunięte jednak zostały w XIX wieku. Loża jest uważana za jeden z symboli odrodzenia werońskiego. Pałac Maffei jest pałacem z XV wieku, rozbudowanym w 1629 decyzją Marcantonia Maffeiego. Trzypiętrowy budynek zbudowany został w stylu barokowym, jest imponujący i wykwintny i charakteryzuje się piękną fasadą. Przed pałacem znajduje się kolumna zwieńczona lwem Świętego Marka, do którego Werończycy są szczególnie przywiązani.

### Epoka austriacka

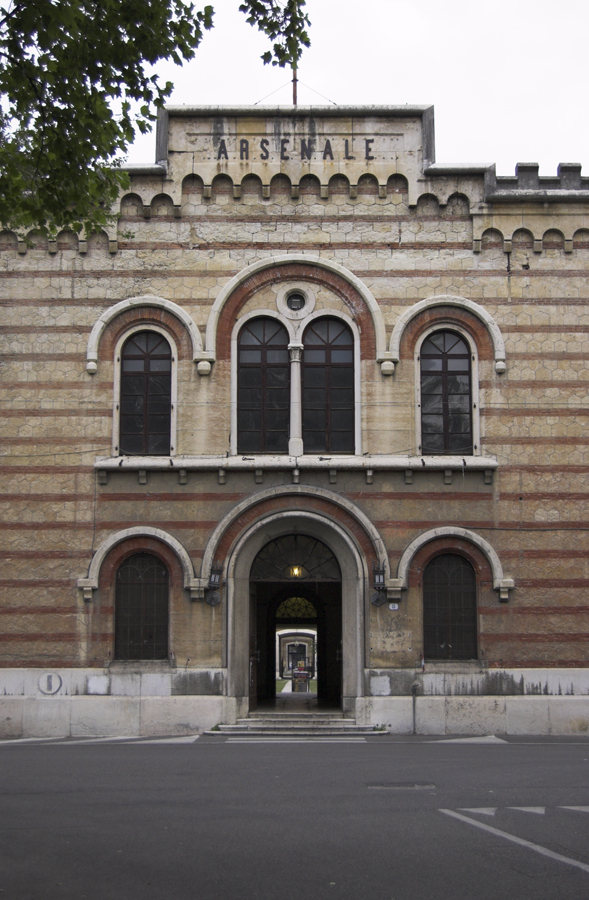
Główne wejście do Arsenału Franciszka Józefa I

Pod panowaniem austriackim w Weronie rozwijało się budownictwo wojskowe, spychając budownictwo mieszkaniowe na dalszy plan. W szczególności zostały odnowione i wzmocnione wszystkie bastiony, które były częściowo zniszczone przez Francuzów, i została stworzona nowa sieć fortec. Większość fortec była budowana na zachodzie miasta, zwrócona w stronę wzrastającego państwa sabaudzkiego, i na wzgórzu Świętego Piotra. Jedną z budowli, która jest charakterystyczna dla habsburgskiego budownictwa, jest arsenał Franciszka Józefa I. Jest to gigantyczny zespół wojskowy, o wymiarze 392 na 176 metrów. Kompleks był zaopatrzony w liczne wieże strażnicze i składał się z dziewięciu budynków. Można tu znaleźć gmach dowództwa, biura administracyjne i projektowe, a także magazyny i stajnie. Arsenał został zbudowany w stylu architektury niemieckiej w połączeniu ze stylem neogotyckim. Pomimo że do budowy kompleksu zostały użyte czerwone cegły, materiał często używany w epoce rodu Della Scala, budynki nie oddają stylu architektonicznego miasta.
W podobnym stylu jest zbudowany zamek Świętego Piotra. W budynku znajdowały się sypialnie dla wojska, mieszkania i biura dla urzędników, składy i pracownie. Koszary mogły zostać wykorzystane przez dwie kompanie piechoty i 32 artylerie. W sumie z kompleksu mogło korzystać 460 żołnierzy. W przypadku wojny lub buntu plac przed zamkiem Świętego Piotra mógł być wykorzystany przez artylerię do ataku powietrznego.

Pałac Gran Guardia, którego budowę rozpoczęli Wenecjanie, a zakończyli Austriacy

W Weronie znajdują się dwa istotne pałace, zbudowane do użytku cywilnego oraz aby zamknąć plac Bra. W późniejszym okresie oba były wykorzystywane przez wojsko habsburskie. Są to: pałac Gran Guardia i pałac Barbieri, pierwotnie nazywany Palazzo della Gran Guardia Nuova. Budowę pałacu Gran Guardia rozpoczęto w XVII wieku. Była ona bardzo długa i trudna. Podczas I wojny o niepodległość Włoch (1848) pałac został przejęty przez wojsko austriackie i jego budowa została wstrzymana. Budowa Gran Guardia została ukończona w 1853 roku.
Pałac Barbieri to budynek zaprojektowany przez Giuseppe Barbieriego i zbudowany w stylu neoklasycystycznym. Jego budowa rozpoczęła się w 1836 roku i została doprowadzona do końca w 1848. Pod zaborem austriackim pałac został przeznaczony na użytek wojskowy i dopiero po zjednoczeniu Wenecji Euganejskiej z Królestwem Włoch podjęto decyzję o przeznaczeniu go na siedzibę biur miejskich.
Ważny historycznie jest teatr Nuovo, którego inauguracyjne przedstawienie odbyło się 12 września 1846 roku. Wystawieno wówczas Attylę Giuseppe Verdiego. Teatr był miejscem buntu przeciw władzy austriackiej. Już na potrzeby pierwszego spektaklu Vittorio Merighi napisał sonet patriotyczny zadedykowany pierwszej damie przedstawienia. Sonet wzbudził entuzjazm wśród publiczności, natomiast policja austriacka nie zrozumiała jego przesłania.

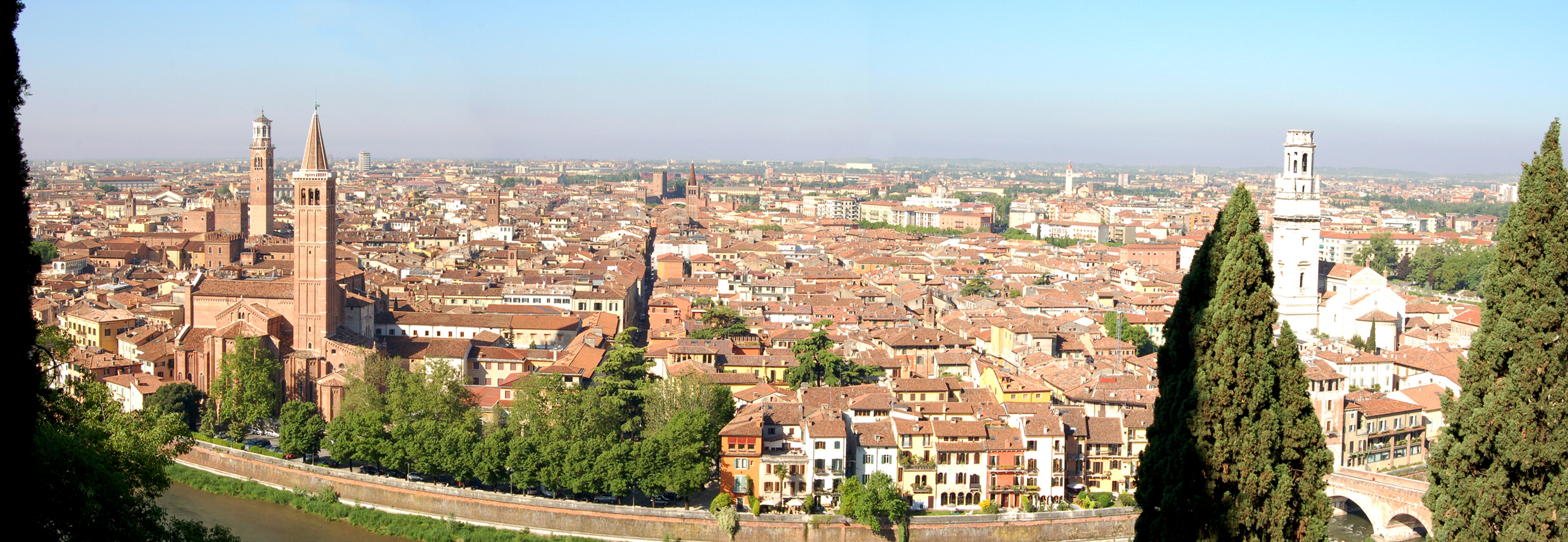
Centrum historyczne Werony

Podczas zakończenia sezonu teatralnego miała miejsce kolejna demonstracja. Merighi zaszydził ponownie z policji: napisał odę poświęconą spersonifikowanej Italii i „Obcym”, którzy tchórzliwy i szkodliwy mają nad Włochami uśmiech szyderczy. Dziennik Werony, kontrolowany przez policję austriacką, napisał relacje z przedstawienia. Nie wytłumaczył natomiast przyczyny entuzjazmu publiczności. 18 marca 1848 roku przybył do Werony wicekról królestwa Lombardzko-Weneckiego by uczestniczyć w dramacie w teatrze Nuovo. Policja, aby zapewnić przychylność mieszkańców, rozgłosiła wieść, że wizyta ta ma przynieść korzyści miastu. Tego samego dnia przybyła wiadomość, że Wiedeń zbuntował się i Klemens von Metternich uciekł, a cesarz Ferdynand I musiał zatwierdzić konstytucję. Wiadomość rozprzestrzeniła się po Weronie, i mieszkańcy zebrali się w teatrze Nuovo podczas spektaklu. Kroniki opisują prawdziwy szał, gdy radosny tłum śpiewał hymny pochwalne Włochom i Papieżowi Piusowi IX. Po tym zdarzeniu teatr zostaje zamknięty aż do końca 1849 roku.

## Kultura

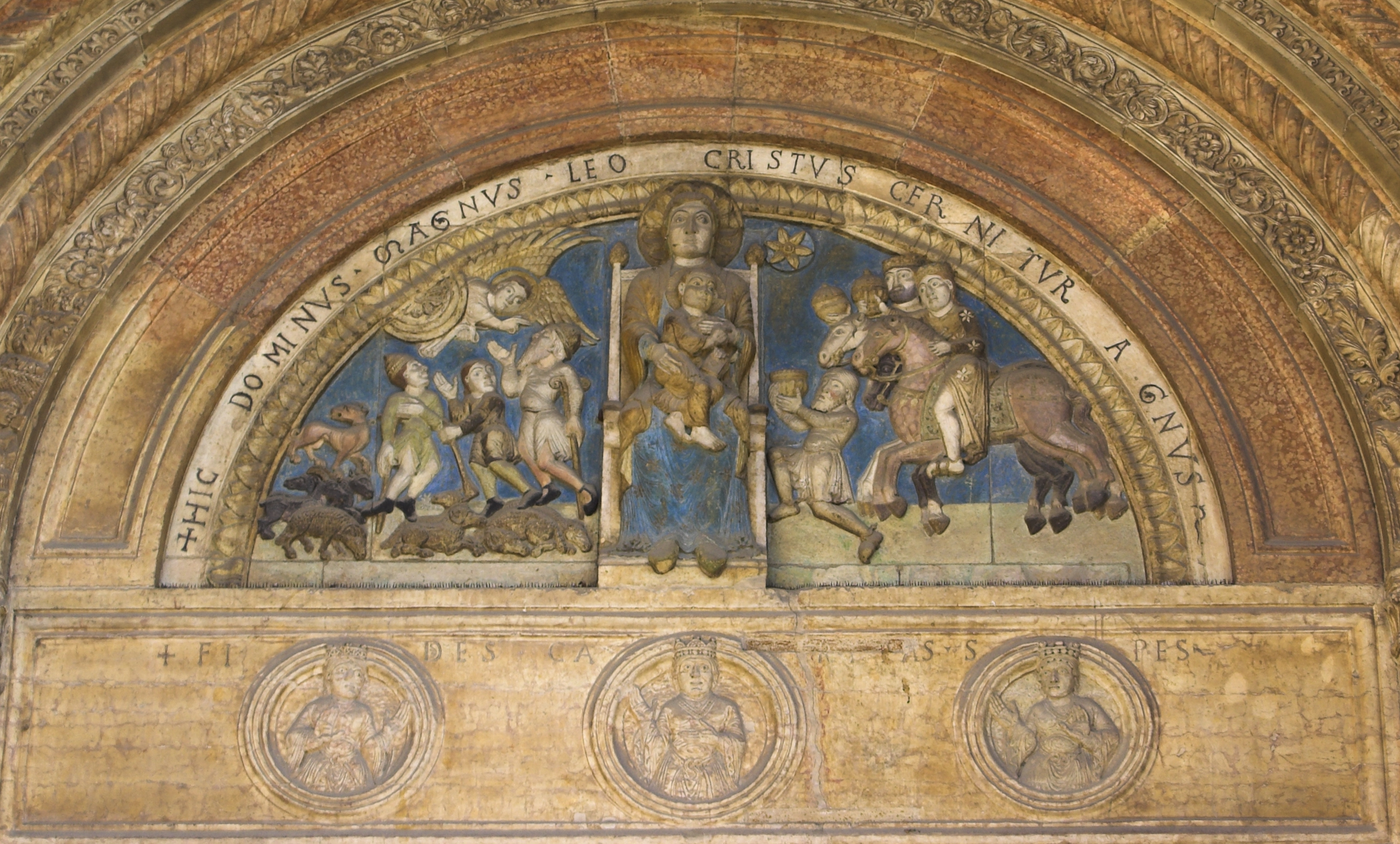
Półkolisty tympanon w Duomo w Weronie, dzieło Niccolò

Werona była postrzegana przez Giorgia Vasariego jako miasto podobne do jego Florencji, zarówno z punktu widzenia geograficznego, jak i urbanistycznego, a przede wszystkim ze względu na zwyczaje, rozwój artystyczny i żwawość intelektualną. Widział w on w tym mieście o charakterze romańskim, gotyckim, ale również klasycznym i monumentalnym sprzeciw wobec hegemonii weneckiej. Widoczne są liczne różnice pomiędzy Weroną a Wenecją, pomimo panowania tej ostatniej w mieście aż przez cztery wieki: sztuka i architektura wenecka przywodzą na myśl ortodoksyjny wschód, pochodzenie bizantyńskie, podczas gdy Werona, oddalona zaledwie o sto kilometrów, zdumiewa olbrzymimi kościołami romańskimi i gotyckimi (zob. kościół San Pietro Martire).
W Weronie pracowali przez wieki liczni artyści, miejscowi i przyjezdni. W XII wieku romański rzeźbiarz Niccolò wprowadził do miasta nową sztukę – zachodnią i romańską. W tym okresie, gdy rozwijała się romańska Werona, a miasto było pod władzą rodu Della Scala, miasto rozwinęło i podtrzymało na długo wygląd gotycki, ze stylem, który osiąga maksymalną ekspresję w Castelvecchio (i przede wszystkim w jego monumentalnym moście) i w grobowcach rodu Della Scala. Kultura malarska Werony od XIV wieku jest pełna aktywnych artystów jak Altichiero, Stefano da Zevio i przede wszystkim Pisanello, jeden z prawdziwych reprezentantów gotyku międzynarodowego. Później, podczas renesansu, pracowali w mieście Domenico Morone i jego syn Francesco Morone, a także Giovan Francesco Caroto, tworzący sztukę eklektyczną. Sztuka Werony podtrzymywała niezmiennie swoją specyficzność, która odróżniała ją od sztuki weneckiej pod władaniem Terraferma. Dzięki pracy takich artystów jak Veronesego, Tiepola, Turchiego, a później Cignaroliego i Angelo Dall'Oca Bianca, można słusznie mówić o „werońskiej szkole”.

### Werona i Szekspir

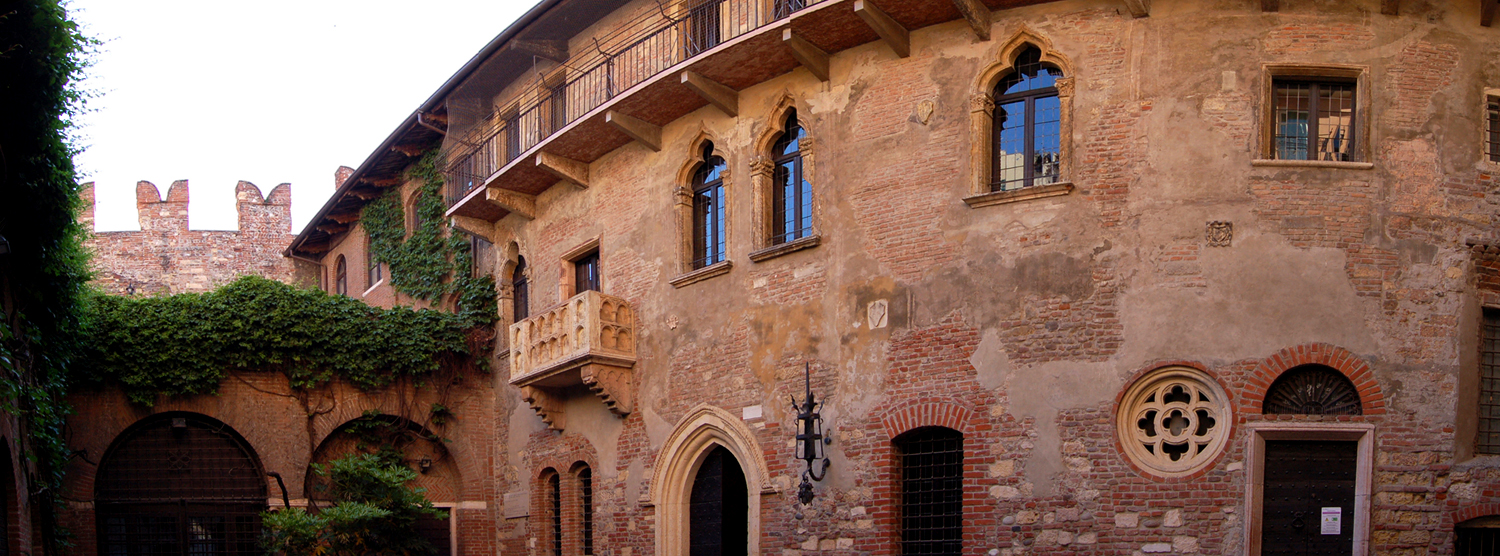
Panorama domu Julii. W rzeczywistości dom należał do rodziny Cappelletti (Capuleti)

Dzięki Williamowi Szekspirowi Werona jest dziś miastem szczególnie znanym i podziwianym na świecie. Szekspir nigdy nie odwiedził Werony, ale ją poznał poprzez pisma Luigiego da Porto, Masuccia Saletarnitana i Mattea Bandella, które go zainspirowały do napisania jednego ze swoich najsłynniejszych dzieł: Romea i Julii.
Szekspir wyobrażał sobie Weronę jako bliźniacze miasto Wenecji z kanałami i gondolami, być może będąc zainspirowanym przez malarzy weneckich goszczących na dworze londyńskim. Prawdopodobnie miał szczególny stosunek do miasta i wyobrażenie o nim, ponieważ wielu z jego bohaterów właśnie stamtąd pochodziło. Warto przypomnieć o dwóch innych komediach: Dwaj panowie z Werony i Poskromienie złośnicy, umieszczonej w Padwie, lecz z głównym męskim bohaterem, Petruccio, pochodzącym z Werony.

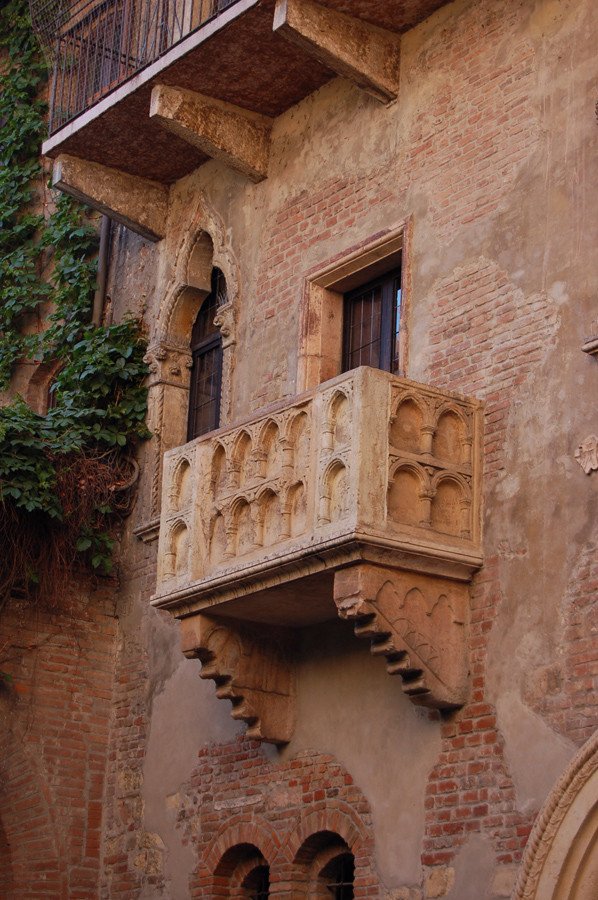
Słynny balkon Julii

Właśnie za sprawą Szekspira na świecie jest obecnie aż 27 miejscowości o nazwie Werona: różne Werony amerykańskie, kanadyjskie i australijskie. Miłość Szekspira jest odwzajemniona przez werończyków: program teatralnego lata Werony jest podzielony równo pomiędzy twórczość Szekspira i Carla Goldoniego, a Szekspir jest wszechobecny w życiu Werony.
Określenie Werona miastem zakochanych również pochodzi od angielskiego dramaturga. Jest to upamiętnione przez wersy włożone w usta Romea, zapisane na płycie pamiątkowej umieszczonej na wewnętrznej części bram Bra:

Zewnątrz Werony nie ma, nie ma świata,

Tylko tortury, czyściec, piekło samo!

Stąd być wygnanym, jest to być wygnanym

Ze świata; być zaś wygnanym ze świata,

Jest to śmierć ponieść; wygnanie jest zatem

Śmiercią barwioną. Mieniąc śmierć wygnaniem,

Złotym toporem ucinasz mi głowę,

Z uśmiechem patrząc na ten cios śmiertelny.

Niezwykły wpływ tragedii Szekspira na werończyków i wielu zwiedzających doprowadził do wyodrębnienia różnych miejsc, w których według nich rozgrywały się perypetie dwojga kochanków. Najsłynniejszym i najczęściej odwiedzanym jest dom Julii przy Via Cappello ze sławnym balkonem. W niewielkiej odległości znajduje się dom Romea przy Via Arche Scaligere, na fasadzie którego przytoczone są wersy:

O pocieszycielu!

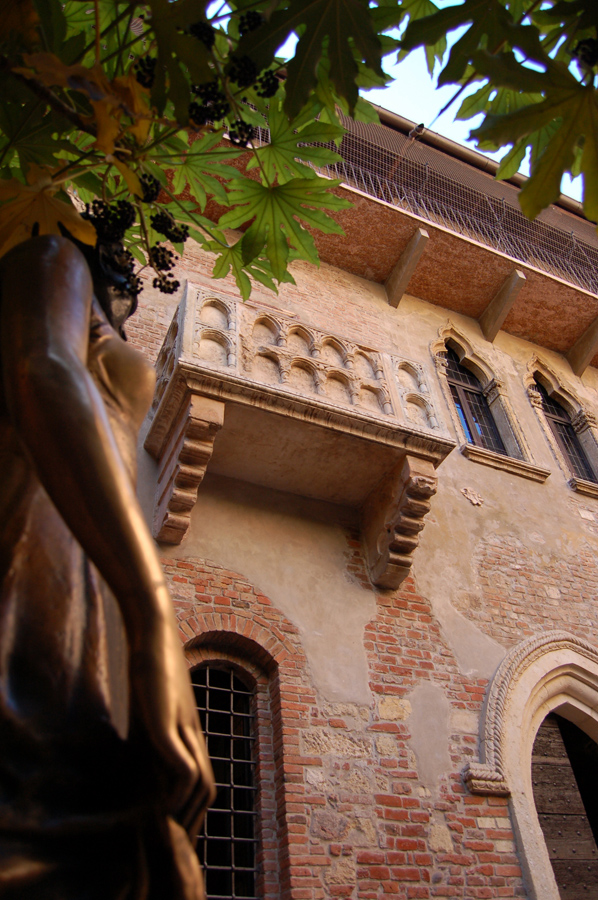
Balkon domu Julii

Gdzie mój kochanek? Wiem, gdzie być powinnam

I tam też jestem; lecz gdzie mój Romeo?

Grób Julii znajduje się natomiast w byłym klasztorze braci mniejszych, nieopodal murów rodu Della Scala. Tu, w krypcie, stoi sarkofag, który według legendy ma mieścić ciało młodej dziewczyny. Dziś kompleks jest wykorzystywany przez komunę miejską Werony jako miejsce zawierania ślubów cywilnych.
Rzeczywiście istniały w Weronie dwie rodziny o nazwiskach Montecchi i Capuleti (lub Cappelletti). Montecchi, ważni kupcy werońscy, byli wciągani w krwawe walki o kontrolę nad Weroną, choć nie ma wiadomości mówiących o rywalizacji z rodziną Capuletich. Istnieje też dowód obecności w mieście rodziny Capuletich aż do czasu pobytu Dante w Weronie. Mieszkali oni w obecnym domu Julii, gdzie ich obecność jest poświadczona przez herb kościelny na zworniku łuku na dziedzińcu budynku. Na początku XX wieku został odbudowany tam słynny balkon. Zatem dom Julii jest realnym domem Capuletich, nawet jeśli historia miłosna jest owocem fantazji Szekspira. Identyfikacja innych budynków nie ma natomiast żadnego podłoża historycznego. Są to budowle średniowieczne, które ze względu na zainteresowanie nimi zostały przystosowane do ruchu turystycznego.
Cyprian Kamil Norwid zainspirowany historią Romea i Julii napisał wiersz „W Weronie”.

### Werona w okresie średniowiecza

#### Małe Jeruzalem

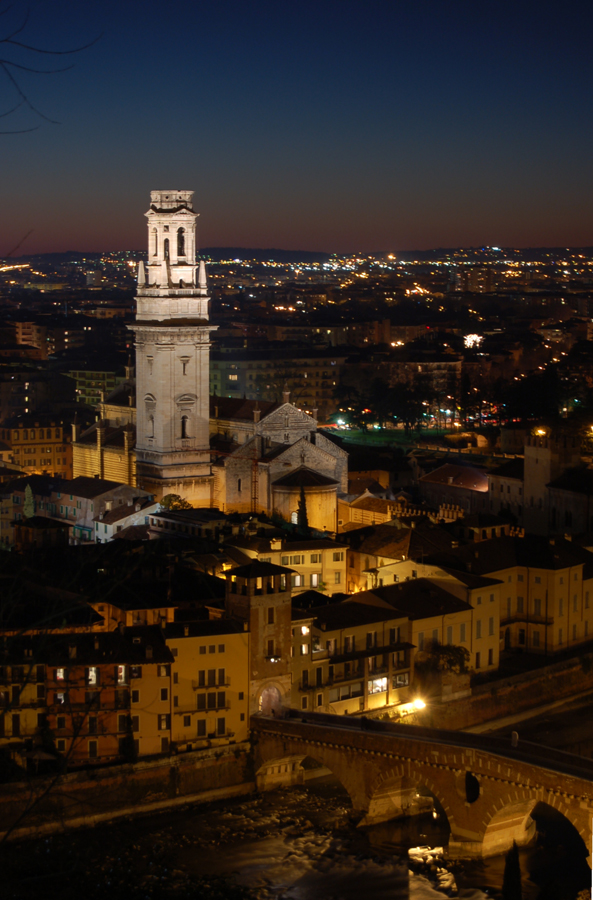
Duomo w Weronie

Podczas okresu karolińskiego część Europy osiągnęła jedność polityczną i duchową. Motyw niebiańskiej Jerozolimy został wykorzystany w pewnego rodzaju inwestyturze struktury cesarstwa: konsekracji teokratycznej misji politycznej Karola Wielkiego. Działo się to poprzez budowę katedry w Akwizgranie, której wzorem jest Świątynia Salomona. Dwa dni przed koronacją przekazał on dary: klucze bazyliki Grobu Świętego, Golgoty, miasta i góry Syjon. Ten związek z Jerozolimą został później odnowiony przez Fryderyka Barbarossę w 1150 roku. Cesarz powierzył brązowy świecznik w formie korony katedrze w Akwizgranie, stworzonej na wzór niebiańskiego Jeruzalem.
W Versus de Verona, poemacie z VIII wieku, miasto rodu Della Scala zostało opisane jako odwzorowanie ideału świętości Jerozolimy niebiańskiej: w tekście grzech pogańskich korzeni zostaje odkupiony ze względu na świętą historię miasta. W poemacie podobieństwa między Weroną i Jeruzalem można doszukać się w opowiadaniu o przeniesieniu relikwii świętych Firmusa i Rustyka. Dostrzega się nawiązanie do Exodusu w tej historii, a także w opisie miasta, które ma przypominać Jeruzalem niebiańskie. Obchody Werony małej Jerozolimy pojawiają się także w statutach komuny miejskiej Werony z 1450 roku, napisanych przez Silvestro Lando, uczonego humanistę. Na samej pieczęci miasta, zatwierdzonej 26 lutego 1474 roku, pojawia się następująca inskrypcja: Verona minor Hierusalem di (vo) Zenoni patrono (Werona małe Jeruzalem patrona Zenona). Data zatwierdzenia tego staje się granicą pomiędzy wczesnym a późnym średniowieczem. Istotnie pod koniec średniowiecza patron Święty Zenon staje się symbolem jednoczącym miasto i jego mieszkańców. W epoce karolińskiej plan urbanistyczny narzucał samoistne porównania do Jeruzalem.
Kiedy arcydiakon Pacifico przypisał Weronie imię małego Jeruzalem, zostało to odebrane jako wielki impuls do rozbudowy miasta. Są różne podobieństwa między antycznymi formami Werony i Jerozolimy: W Jerozolimie strumień Cedron rozdzielał wzgórza Golgoty i Górę Oliwną, podobnie w Weronie Adyga oddziela górę Oliveto, na której wznosi się kościół Świętej Trójcy, od wzgórza Calvario nieopodal Quinzano. Ponadto nazwy licznych kościołów przypominają te z Ziemi Świętej, nawet jeśli później zmieniono ich wezwania.

#### Marmurowe miasto

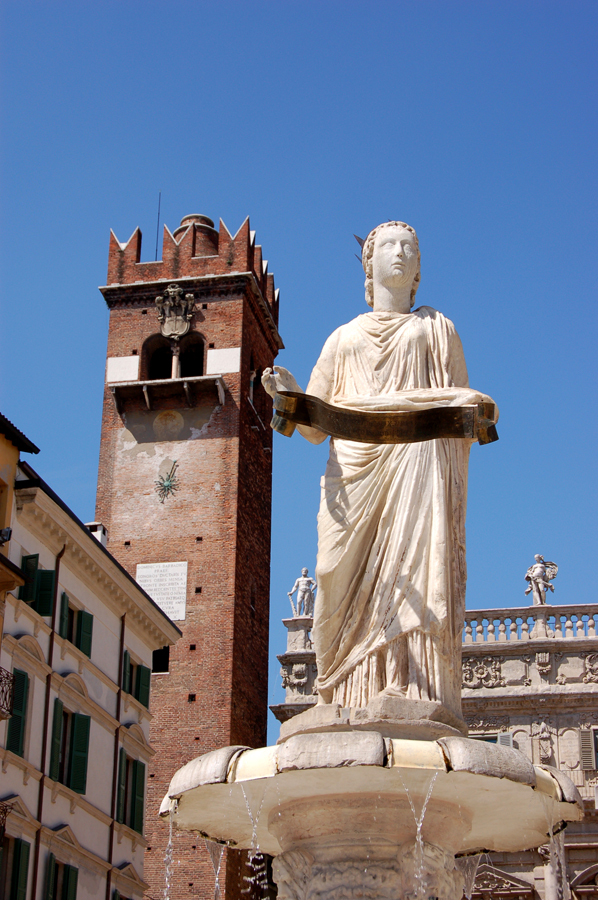
Posąg Madonna Verona, symbol urbs marmorea

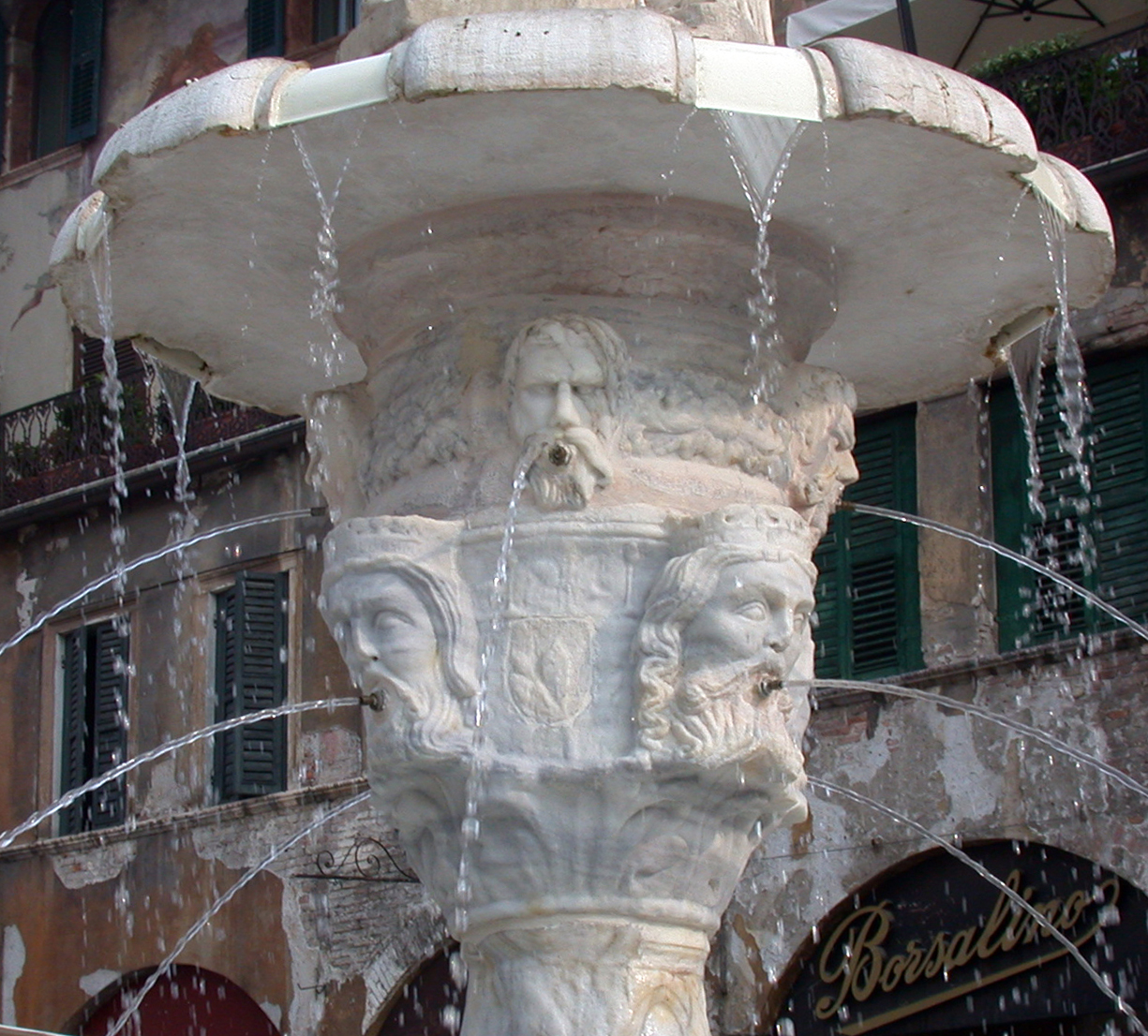
Cokół posągu z napisem Marmorei Verona

Już w Versus de Verona można znaleźć wzmianki o powszechnym użyciu marmuru w budownictwie. Dzięki temu kamieniowi w średniowieczu miasto było nazywane Marmora lub Marmorina. Po raz pierwszy tego nazewnictwa użyto na początku XIII wieku w poemacie frankońsko-weneckim Uggeri il Danese. Konstrukcje wykonane z marmuru, które na cudzoziemcach robiły największe wrażenie, to: Arena w Weronie, teatr rzymski, brama Borsari i brama Leoni, łuk Gawiuszów, łuk Jowisza Ammona (dziś już nieistniejący, został zniszczony w XVII wieku), liczne budynki rzymskie, a także pałace zbudowane przez Teodoryka Wielkiego lub w okresie miejskim.
W poemacie De Scaligerorum origine autorstwa Ferreto de’ Ferreti miasto otrzymało przydomek marmoris urbs, a Cangrande został nazwany marmoreus dux. W tym samym okresie w traktacie Delle rime volgari Antonia da Tempo Weronę określono jako vicus Marmoris.
Część akcji romansu Il Filocolo autorstwa Boccaccia toczy się w mieście Marmorina. Autor opisał elementy miasta tak, aby nie pozostawić żadnych wątpliwości, że chodzi mu właśnie o Weronę.
Podczas okresu signorii Cansignoria della Scala ostatecznie został miastu przypisany przydomek urbs marmorea. Najważniejszym symbolem stała się fontanna Madonny werońskiej (w rzeczywistości rzymska statua), wzniesiona w 1368 roku. Dolna część piedestału jest uformowana przez cztery koronowane głowy z inskrypcjami, z których jedna jest jeszcze czytelna: (MAR)MOREI VERONA. Dwa lata później ród Della Scala rozkazał rozbudować wieżę Gardella i umieścić tam pierwszy publiczny zegar miejski. Przy wieży jest widoczny epigraf:

Tempore marmoream quo Cansignorius urbem

rexit lege pius, turrim distinxit et horas,

Scaliger aeternis titulis qui digna peregit

bis septem lustris annis in mille trecentis.

Dziełem Cansignoria był również most delle Navi. O autorstwie przypomina inskrypcja (most oryginalny został zniszczony), a także słowa: aurea marmoree genti qui secula duxit (przywrócił ludzkości marmurowej złoty wiek). Można to zinterpretować jako: zostawił po sobie miasto z marmuru.

### Osoby związane z Weroną
W Weronie urodziło się wielu artystów i pisarzy. Część z nich to właśnie tu spędziła swoje życie i tu pracowała. Pomiędzy nimi a miastem powstała pewna relacja – charakter prac artysty i jego tryb życia odzwierciedla charakter miasta.
Lista artystów i literatów pracujących w Weronie jest długa. Warto wymienić:
- znanego poetę rzymskiego Gajusza Waleriusza Katullusa (pierwsza połowa I w. p.n.e.)
- poetę Ippolita Pindemontego (1753–1828), znanego z przekładu Odysei;
- pisarza Emilia Salgariego (1862–1911), autora powieści przygodowych;
- kompozytora Evarista Dall’Abaco (1675–1742);
- malarzy Andreę Mantegnę (1431–1506), Antonia Pisana zwanego Pisanello (1395–1455), Paola Veronesego (1528–1588) i Giovana Carota (1480–1555).

W dziedzinie medycyny należy wspomnieć Girolama Francastora (1478–1553), jednego z ojców patologii nowoczesnej, a także Maria Capecchiego (1937), genetyka, zdobywcę nagrody Nobla w 2007 roku.

### Sławni goście
Osoby, które odwiedzały Weronę, również przyczyniały się do kształtowania miasta i modelowania jego obrazu na użytek światowej publiczności. Poza już wspomnianym Williamem Szekspirem (który - przypomnijmy - sam nigdy w Weronie nie był!) było jednak i jest wielu gości, którzy dłużej lub krócej tu mieszkają i tworzą. Często w dziełach wyrażają swój stosunek do miasta.
Dante Alighieri podczas wygnania z Florencji zatrzymywał się w Weronie wiele razy. Często był on gościem Cangrande, którego osobowość zawsze podziwiał. Cangrandemu Dante zadedykował Raj z Boskiej Komedii. Inni znaczący goście miasta to:
- Johann Wolfgang von Goethe, który odwiedził galerię San Giorgio i został zaskoczony aktywnością mieszkańców;
- George Byron, którego poruszył widok grobu Julii;
- Charles Dickens, którego grób Julii rozczarował[55];
- Wolfgang Amadeus Mozart;
- Stendhal;
- Paul Valéry;
- Heinrich Heine;
- Madame de Staël;
- Maria Callas, która debiutowała na Arenie w 1947 r.

Szczególnie wiele znanych osób odwiedzało Weronę w XVIII i XIX wieku, kiedy miasto stanowiło jeden z etapów Grand Tour.
Aktualnie jednym z najsławniejszych gości jest brytyjski pisarz Tim Parks, który od 1981 żyje na obrzeżach Werony. Pisarz w jednym ze swoich dzieł (A season with Verona) opisał swoje uznanie dla drużyny Hellas Werona. W 2008 zostało mu przyznane honorowe obywatelstwo miasta.

### Folklor

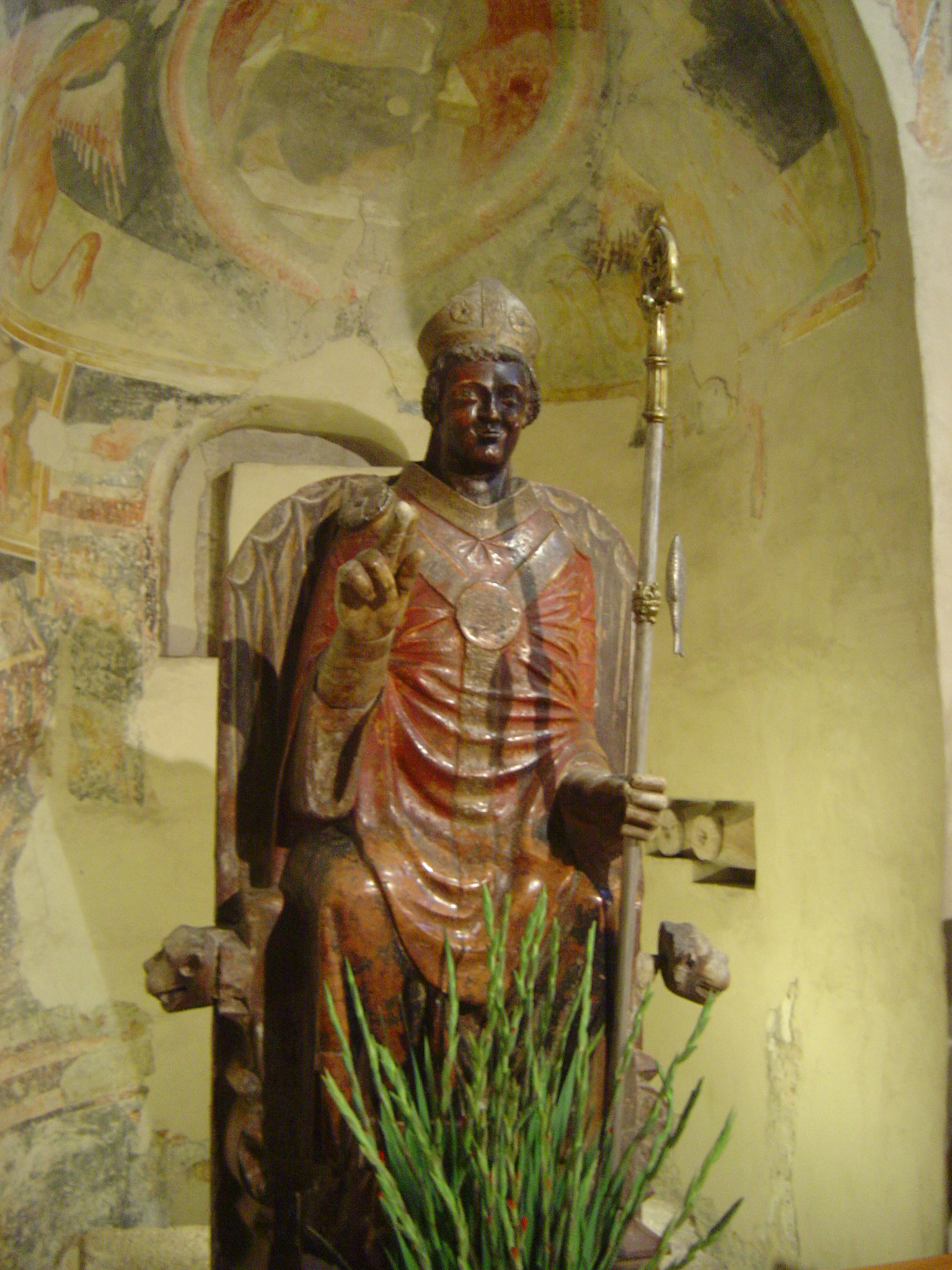
Pomnik Śmiejącego się Świętego Zenona w bazylice Świętego Zenona

#### Święty Zenon
Każde miasto ma swoje ludowe wierzenia związane ze świętym patronem bądź z ludźmi, którzy tam przebywali. Werona ma szczególny związek ze swoim patronem. Związek ten wzmocnił się dzięki dziełom, które zostały zadedykowane Zenonowi. Przykładem jest bazylika Świętego Zenona, siedziba jednego z najstarszych klasztorów benedyktyńskich. W bazylice znajduje się portal wykonany z brązu, na którym zostały wykute anegdoty związane z życiem i cudami świętego. Wśród najważniejszych są zakład z diabłem, uwolnienie opętanego oraz cud z wodą.

#### Święta Łucja
Ciekawą cechą Werony jest różnica w sposobie celebracji świąt Bożego Narodzenia. Gdy niemal w całych Włoszech dary są przynoszone przez Świętego Mikołaja, dzieciątko Jezus lub Befanę, w Weronie rola ta jest powierzona Świętej Łucji (w dialekcie werońskim – Santa Lùssia).
Zwyczaj pochodzi od rzeczywistego zdarzenia: w XIII wieku epidemia spowodowała chorobę oczu werońskich dzieci. Święta Łucja była opiekunką ludzi chorych na oczy. Dlatego werońskie matki złożyły przyrzeczenie, że gdy ich pociechy wyzdrowieją, 13 grudnia przyniosą dary biednym dzieciom. Jest to źródło tradycji, która żyje do dziś. Zwyczaj rozprzestrzeniał się i wyeewoluował w tradycję targu banchéti de Santa Lùssia na placu Bra. Sprzedawane są słodycze, zabawki i ubrania.
Tradycyjnie Święta Łucja przybywa w nocy na ośle, któremu ludzie darują słomę i mleko na długą drogę. Zwierzę jest odprowadzane przez castàldo Świętej Łucji, który przenosi wszystkie datki. Stąd wywodzi się włoskie powiedzenie Wyglądasz mi na castàldo Świętej Łucji, gdy ktoś nosi wiele paczek. Tradycja nie ogranicza się jedynie do nocy 12 grudnia. Prezenty są przynoszone także we wcześniejszych dniach, co jest obwieszczane przez dzwony. Dawniej prezenty pozostawiano w skarpetach na zewnątrz okien (przede wszystkim cukierki, pomarańcze i inne słodycze). Utrzymuje się również tradycja przynoszenia węgla dzieciom, które nie były grzeczne w ciągu całego roku.

#### Alboin i Rozamunda
Bevi, Rosmunda, dal teschio di tuo padre!

Pij, Rozamundo, z czaszki Twego ojca!

Według przekazu Pawła Diakona w Historii Langobardorum właśnie w Weronie miała rozwijać się historia Alboina i Rozamundy. Alboin, król Longobardów, pokonał i zabił Cunimonda, króla Gepidów, po czym wziął sobie za żonę jego córkę – Rozamundę. Podczas hucznej nocy podano mu wino w czaszce zabitego króla i zmuszono żonę do picia razem z nim z tego makabrycznego kielicha. Rozamunda, wstrząśnięta tym doświadczeniem, zemściła się, organizując spisek przeciwko mężowi wraz ze swoim kochankiem Elmichi. Gdy mąż spał, weszła do sypialni i przywiązała jego szpadę do pochwy. Dzięki temu, gdy spiskowcy prowadzeni przez Elmichi weszli do sypialni, Alboin nie zdołał obronić się i padł pod ciosami.
Istnieje druga wersja legendy, według której Rozamunda po tym, jak została zmuszona do picia z czaszki swojego ojca, zdecydowała się umrzeć z głodu, aby nie być narażoną na przyszłe upokorzenia. Została uratowana dzięki pomocy dworskiego kucharza, który, aby zapobiec tragedii, sporządził dla niej nową potrawę, która była w stanie przywrócić jej siły. Przygotował pearà: sos z tartym chlebem, szpikiem wołowym, masłem, rosołem mięsnym i obfitą ilością pieprzu. Do dziś jest to jedno z charakterystycznych dań Werony.

#### Anguane
W Weronie żywa jest legenda, która mówi że w Borgo Santo żyją dziwne kobiece stworzenia – uwodzicielskie syreny. Oczarowawszy przechodniów, zamieniają się w straszne czarownice z kozimi nogami i wężowymi włosami. Stworzenia te mają duże i długie piersi, dzięki czemu są zdolne zarzucić je na plecy do koszyka, w którym trzymają swoje dzieci. Podobno można je zobaczyć, kiedy rozwieszają na sznurze ubrania pomiędzy górami Erio i Verena lub też gdy tańczą na linie zawieszonej nad przepaścią w górach wokół prowincji Rivoli.
O rzekomym istnieniu tych kreatur przypominają niektóre drewniane statuetki wyrzeźbione dawno temu przez artystów z Cadore. Anguane nie istnieją wyłącznie w legendach werońskich, ale w całym rejonie Wenecji.

#### Inne legendy
Istnieją dwie historie o opętanych koniach. Obie zostały wykute w portalu Świętego Zenona. Pierwsza dotyczy woźnicy, który został wywieziony w złości przez swojego konia. Uratował go Święty Zenon, gdy ten miał już skończyć w Adydze. Druga historia jest zapisana w słynnej legendzie o Teodoryku, wykutej częściowo w ozdobnych płytkach romańskich na portalu. Dziś płytki te są niewidoczne z powodu zewnętrznej bramy, która je zakrywa. Historia ta została ponownie opracowana przez Carducciego. Opowieść mówi o tym, jak król Gotów po odbyciu kąpieli w Adydze wsiadł na rumaka, by wybrać się na polowanie. W rzeczywistości owym koniem był szatan, który porwał króla i w pełnym biegu wyprowadził w Apeniny, aby wrzucić go do krateru.

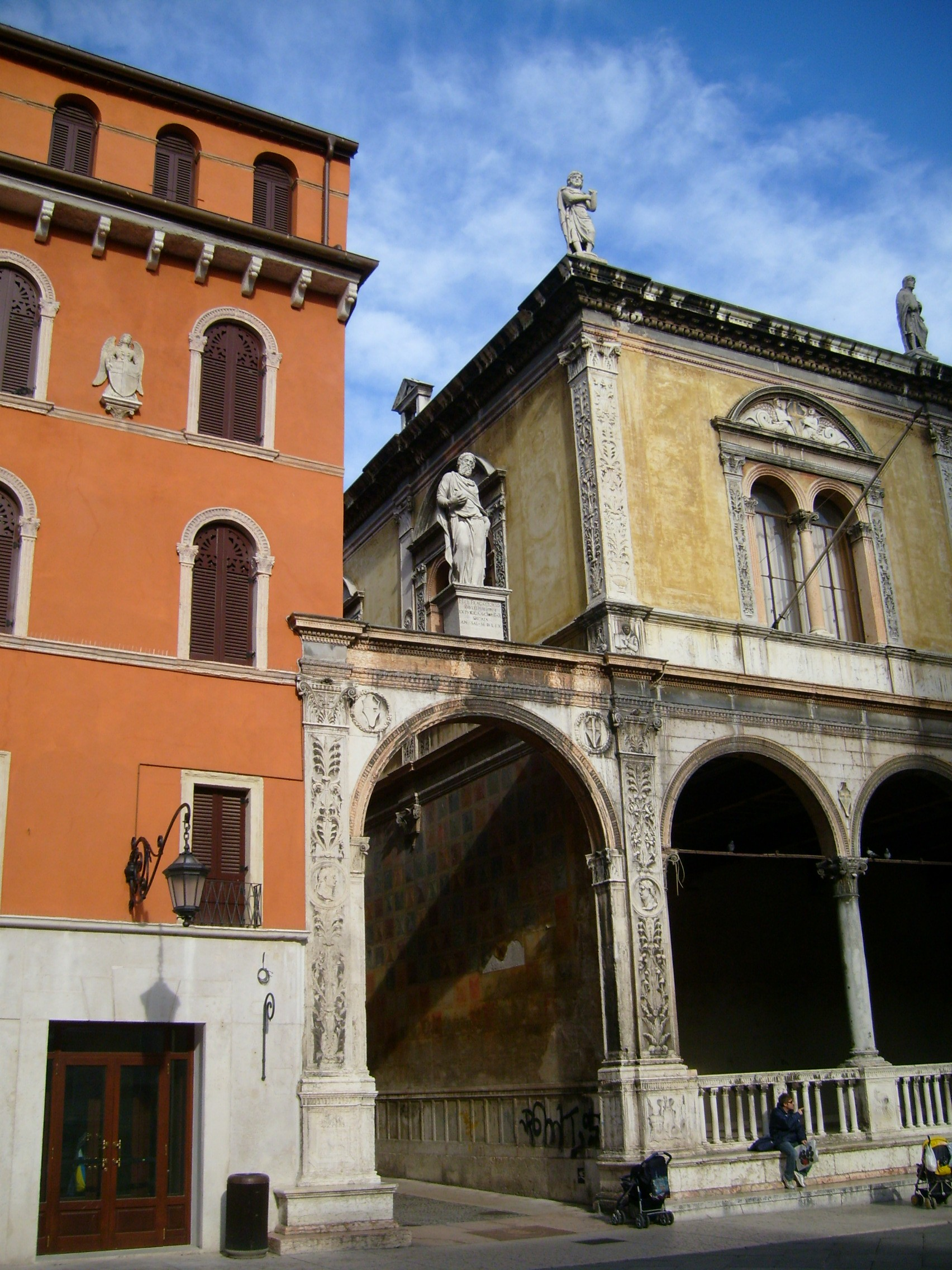
Statuetka Girolamo Fracastoro

#### Bala de Fracastoro
W punkcie, w którym ulica Fogge dochodzi do placu dei Signori, znajduje się łuk, na którym jest umieszczona statuetka Girolamo Fracastoro. Girolamo trzyma w ręku globus zwany przez mieszkańców piłką de Fracastoro. W sąsiedztwie znajdował się w dawnych czasach sąd, dlatego też pod łukiem przechodziło wielu adwokatów i sędziów. Lud uważnie obserwował statuetkę, gdyż „piłka” miała spaść na głowę pierwszego uczciwego człowieka, który przejdzie pod łukiem.

### Kuchnia

#### Pastissada de caval

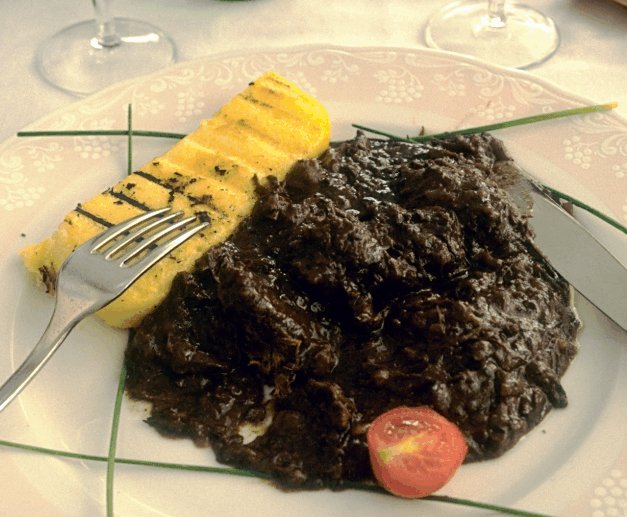
Talerz pastissada z serem

Pastissada jest znanym daniem na bazie mięsa końskiego, mającym ściśle określone pochodzenie historyczne. Po bitwie pod Weroną stoczonej w 489 roku między Teodorykiem Wielkim a Odoakerem, ten ostatni pozwolił wygłodzonym Werończykom żywić się końmi poległymi na polu bitwy.
Giulio Cesare Croce opisał to wydarzenie i jako pomysłodawcę pastissada wskazał chłopa Bertolda. Niemożliwe było spożywanie na wpół zepsutych zwierząt w całości. Aby zapobiec zatruciu, umieszczano mięso na jakiś czas w amforach pełnych przypraw. Dzięki temu mięso nabierało aromatu i smaku, a jednocześnie pozostawało jadalne.
Pomimo zakazów nakładanych przez biskupów w kolejnych stuleciach przyzwyczajenie do jedzenia końskiego mięsa przyrządzanego w ten sposób utrwaliło się. Kościół zakazuje tej praktyki, gdyż koń jest uważany za zwierzę domowe, a ponadto przez Kościół został przypisany nordyckim kultom pogańskim. W tradycjach germańskich koń był składany w ofierze w momencie śmierci kondotiera, aby pomóc mu osiągnąć Walhallę, zaświaty Odyna. W oczach chrześcijan koń był ulubionym zwierzęciem diabła, który był gotowy posiąść rumaka, zrzucając i zabijając jego właściciela.

#### Baccanale del Gnoco

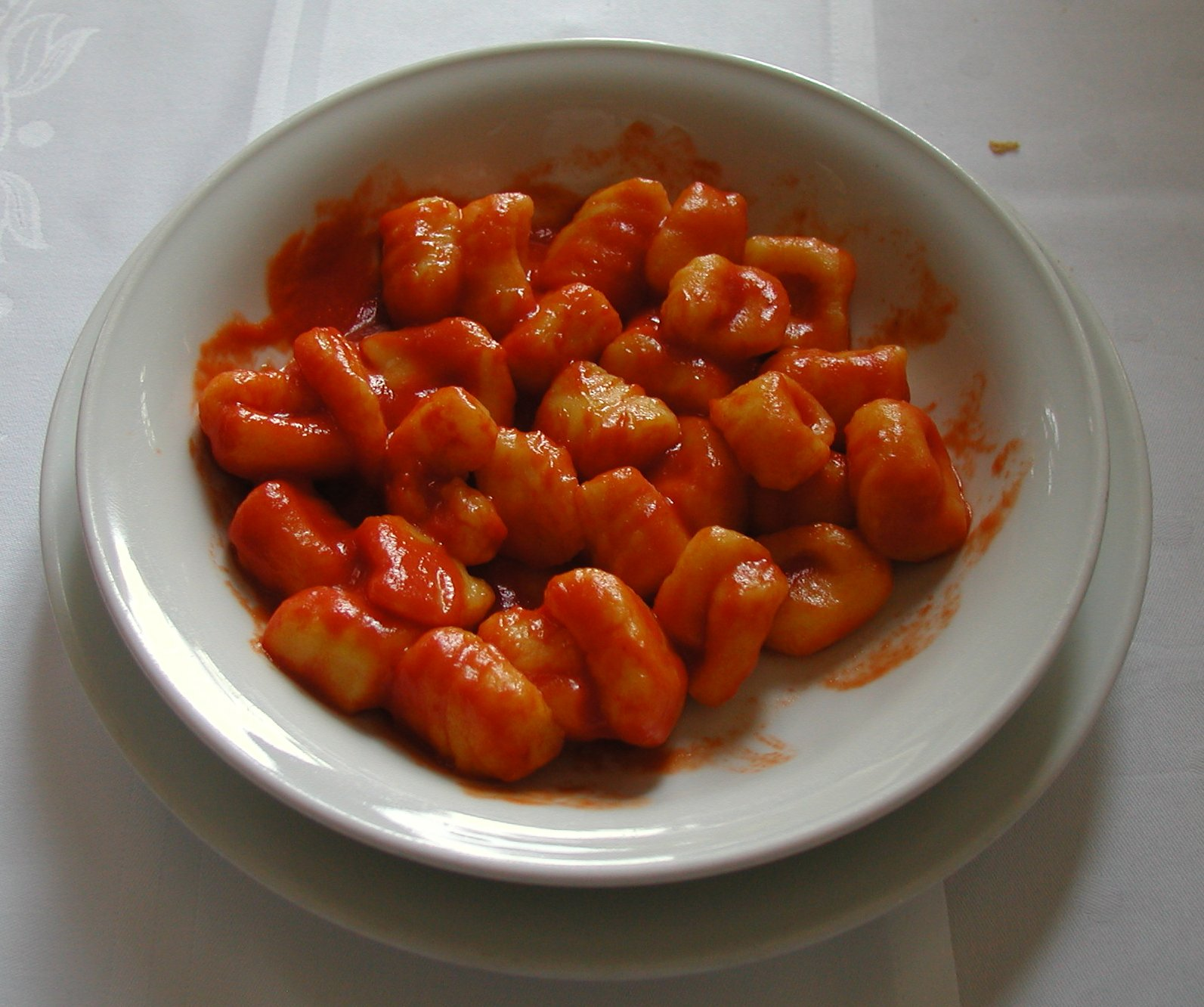
Talerz gnocchi al pomodoro

Między 1520 i 1531 rokiem z powodu wylewu Adygi i wtargnięć landsknechtów Werona cierpiała głód. 18 czerwca 1531 roku głodni i zdesperowani mieszkańcy uciekli się do napaści na piekarzy Świętego Zenona, aby w ten sposób zgromadzić zapasy zboża i chleba.
Sytuacja została uratowana przez niektórych mieszkańców, którzy dopilnowali zaopatrzenia najbiedniejszych mieszkańców dzielnicy w żywność. Za twórcę Baccanale del Gnoco tradycja ludowa wskazuje Da Vinco. To on na własny koszt przydzielał mieszkańcom produkty pierwszej potrzeby, takie jak chleb, wino i ser, w ostatni piątek karnawału.
Od tego wydarzenia pochodzi główna maska Papà del Gnoco. Jest to brodaty i otyły człowiek w podeszłym wieku, który wspomagany przez swoich garbatych sługów, prawdopodobnie wywodzących się od kariatyd z bazyliki św. Zenona, rozdaje kluski ludziom.
„Baccanale del Gnoco” było udoskonalane przez mieszkańców. Po II wojnie światowej stanowisko Papà del Gnoco stało się stanowiskiem elekcyjnym. Dziś bohater ten jest wybierany spomiędzy mieszkańców dzielnicy San Zeno i zostaje królem karnawału Werony. Tradycyjne święto ludowe stawia za obowiązek zastawienie stołu w „Piątek Gnocolar” talerzem gnocchi ziemniaczanych.

### Dialekt weroński
W głównej bibliotece Werony można znaleźć jedno z pierwszych istniejących źródeł o początkach dialektu lokalnego: Zagadka werońska z IX wieku. Dialekt weroński, jak wszystkie inne dialekty północnych Włoch, pochodzi z mówionego języka galicyjsko-romańskiego, który jest spopularyzowaną formą łaciny. W języku widoczne są wpływy prehistorycznego języka celtyckiego, z umiarkowanym wpływem łaciny klasycznej. Dialekt stawał się coraz bardziej popularny, poczynając od upadku Cesarstwa Rzymskiego, poprzez czasy panowania Franków, aż do późnego średniowiecza, głównie dzięki aktywności regionalnych trubadurów oraz ich imitatorów (XIII wiek). Jednym z przykładów działań w popularyzacji dialektu werońskiego są dwa poematy w formie aleksandrynu: De Babilonia civitate infernali oraz De Jerusalemi celesti, napisane przez franciszkanina Giacomina da Verona.
Dialekt weroński miał również wpływ na język francuski oraz niemiecki. W XX wieku aktywność poetycka w dialekcie werońskim została wznowiona dzięki pracom takich artystów jak Berto Barbarani i Tolo da Re.
Zazwyczaj dialekt weroński jest kwalifikowany jako odmiana języka weneckiego, z którym łączy go struktura gramatyczna (np. zaimek osobowy – lu eldise – podczas gdy w języku włoskim jest lui dice). Jednakże poprzez położenie geograficzne na granicy pomiędzy Wenecją Eugenejską i Lombardią dialekt przejął także elementy języków obu tych regionów. Dialekt czerpie z mówionego dialektu Brescii i Mantui z zachodu oraz z dialektu weneckiego ze wschodu.

### Edukacja

#### Szkolnictwo
W Weronie powstaje wiele szkół, które starają się stanąć naprzeciw wymaganiom mieszkańców nie tylko miasta, ale całego regionu. Na wspomnienie zasługują dwa licea: państwowe Liceum Ogólnokształcące „Scipione Maffei”, które jest najstarszym liceum we Włoszech, oraz państwowe Liceum Techniczne „Angelo Messedaglia”.
Szkoła „Scipione Maffei” została założona na mocy dekretu napoleońskiego z 14 marca 1807 roku. Swoją działalność liceum rozpoczęło w 1808 roku, choć w rzeczywistości funkcjonowało już od 1805 roku pod imieniem Regio Liceo. Szczególnie bogata jest w szkole biblioteka, sięgająca jeszcze czasów napoleońskich, zarówno czasem budowy, jak i zawartością zbiorów. Najstarsze dzieła są aktualnie konserwowane wewnątrz biblioteki. Można tu znaleźć inkunabuły, XVI-, XVII- i XVIII-wieczne dzieła, źródła pochodzące z czasów napoleońskich, zjednoczenia Włoch, dzieła XX-wieczne, a także współczesne.
Druga szkoła – „Angelo Messedaglia” – została założona w 1923 roku wskutek reformy „Gentile”. Szkoła została nazwana imieniem ekonomisty i polityka werońskiego Angela Messedaglii, który był także deputowanym Parlamentu Królestwa Włoch w latach 1866–1882 i aż do śmierci sprawował funkcję prezesa Academia dei Licei. Przez długi czas było to jedyne liceum techniczne w całym regionie Werony.
Ważny jest także Przemysłowy Instytut Techniczny Guglielma Marconiego, który jest jedną z lepszych szkół we Włoszech w zakresie informatyki i elektroniki.

#### Uniwersytet

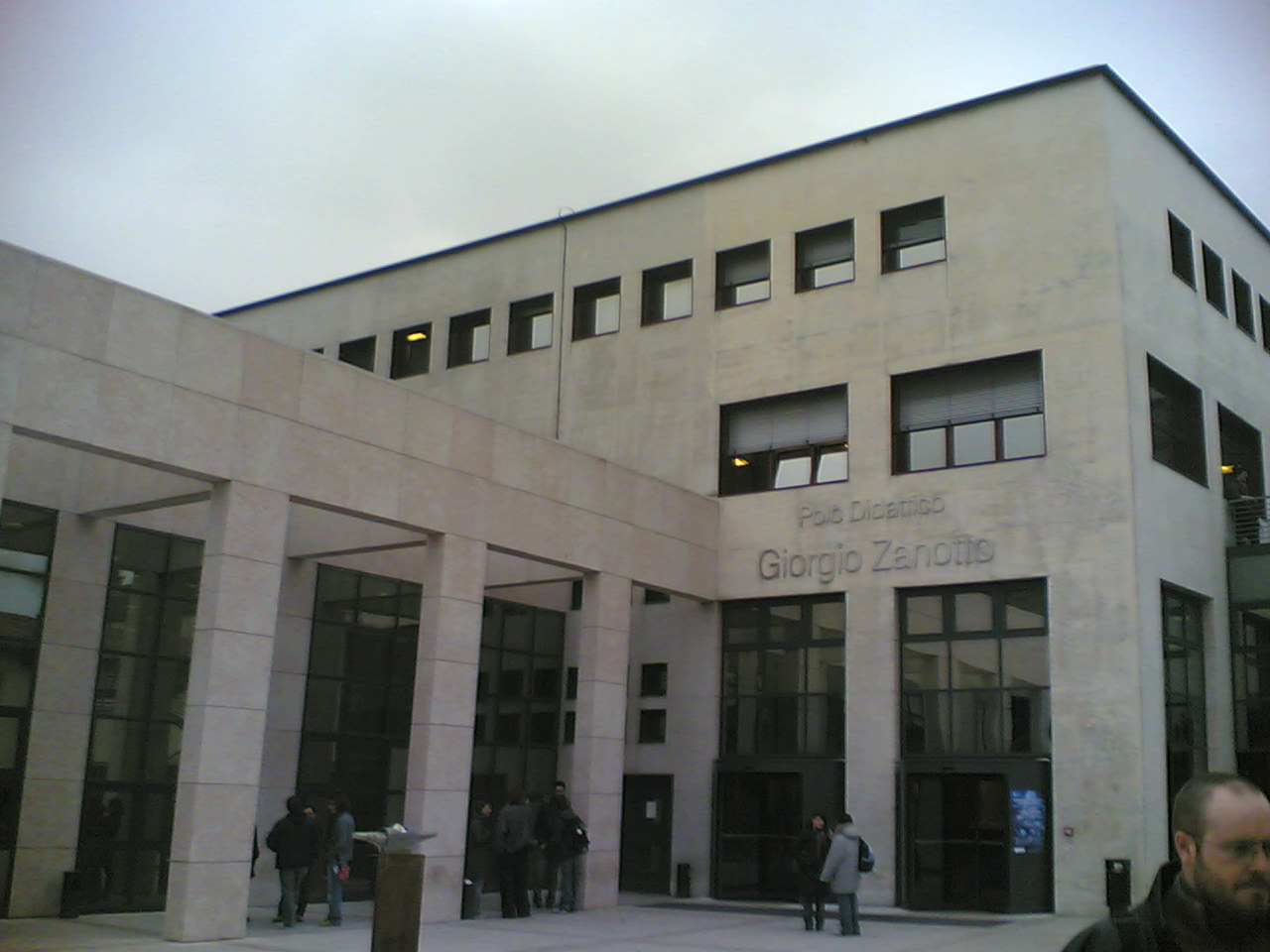
Polo Zanotto, centrum Uniwersytetu w Weronie

Uniwersytet w Weronie został założony w 1959 roku jako filia uniwersytetu w Padwie. Stał się instytucją autonomiczną w 1982 roku. Uniwersytet skupia się w dwóch głównych centrach: w dzielnicy Veronetta, gdzie mieszczą się wydziały humanistyczne oraz siedziba centralna z dziekanatem, oraz w Borgo Roma, gdzie mieszczą się wydziały medycyny i nauk ścisłych. Uniwersytet proponuje studentom szeroką gamę specjalizacji, które podzielone są na 8 kierunków:
- Ekonomia
- Medycyna i chirurgia
- Nauki matematyczne, fizyka i biologia
- Sądownictwo
- Zarządzanie
- Filozofia
- Języki i literatura obca
- Nauki techniczne

#### Muzea

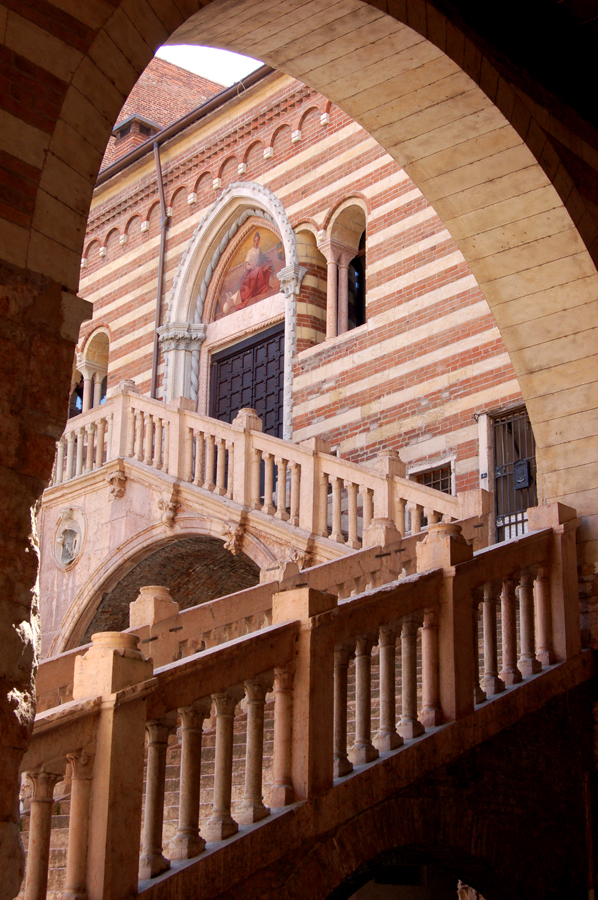
Schody Ragione

W Weronie znajduje się wiele muzeów, ale ich budynki często są zbyt małe, aby pomieścić wszystkie posiadane kolekcje. Dlatego wiele cennych dzieł jest zamkniętych w magazynach. W planach jest otworzenie dwóch nowych muzeów: jednego w zamku św. Piotra oraz drugiego w centrum kulturalnym, które będzie wybudowane na byłym obszarze industrialnym.
Muzea, które funkcjonują w Weronie:
- Międzynarodowe centrum fotografii Scavi Scaligeri
- Muzeum afrykańskie
- Muzeum archeologiczne w teatrze rzymskim
- Muzeum kanoniczne
- Muzeum miejskie Castelvecchio
- Muzeum miejskie historii naturalnej
- Muzeum fresków Giovanniego Battisty Cavalcasellego
- Galeria sztuki współczesnej Palazzo Forti
- Muzeum kolei Porta Vescovo
- Muzeum rzeźby kamiennej
- Muzeum Miniscalchi-Erizzo

### Wydarzenia

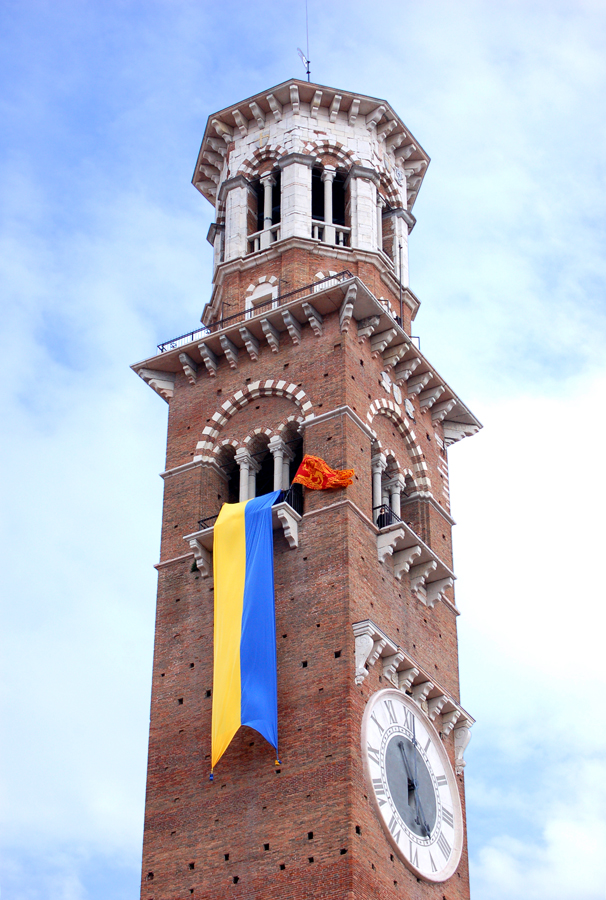
Na fotografii można zobaczyć banderę Republiki Weneckiej oraz flagę z kolorami miasta (niebieskim i złotym) zawieszone na wieży Lamberti, przypominające o początku Paschy Werońskiej

Werona gości wiele międzynarodowych wydarzeń kulturalnych. Najbardziej znany jest festiwal w Weronie, który jest organizowany każdego lata od 1913 roku. Wówczas to festiwal został zainaugurowany operą Aida Giuseppe Verdiego. Był to symbol uczczenia setnej rocznicy narodzin artysty. Wydarzenie to przyciągnęło do miasta wiele osób z całego świata. W lecie na Arenie odbywają się liczne koncerty, a ostatnio miała także miejsce transmisja telewizyjna z Festivalbar.
Innym ważnym cyklicznym wydarzeniem jest teatralne lato Werony, które jest organizowane w malowniczej scenerii teatru rzymskiego. Pierwszy wieczór werońskiego lata teatralnego odbył się 26 czerwca 1984 roku. Wśród publiczności można było znaleźć takie osobistości jak prezydent Luigi Einaudi czy podsekretarz Giulio Andreotti. Tradycyjnie jako pierwsza odgrywana jest w formie prozy tragedia „Romeo i Julia”. Ta część festiwalu jest nazywana Festival Shakespeariano i są w niej odgrywane inne sztuki Szekspira oraz Carla Goldoniego. Od lat sześćdziesiątych oraz siedemdziesiątych wystawia się również spektakle taneczne. Odbywają się też wieczorne koncerty Verona Jazz z udziałem znanych zespołów jazzowych.
Ważnym wydarzeniem jest także festiwal Schermi d’amore powstały w 1996 roku i mający korzenie w „kinowym festiwalu Werony”, organizowanym od 1969 do 1995. Festiwal poświęcony jest głównie kinematografii melodramatycznej – pokazywane są pierwsze filmy melodramatyczne i romantyczne. Przegląd ten jest znany na całym świecie dzięki swojemu wpływowi na badania nad kinematografią melodramatyczną. Jest to jedyny tego typu festiwal na świecie.
Nowo powstałym festiwalem jest Tocatì Verona (2003), zorganizowany przez Associazione Giochi Antichi. Celem organizacji jest promowanie spadku kulturowego: gier, sztuki kulinarnej, muzyki i tańca. Podczas festiwalu centrum historyczne Werony jest wyłączone z ruchu samochodowego, aby zapewnić bezpieczeństwo dzieciom, które są prawdziwymi bohaterami wydarzenia.
W 2008 roku odrodziło się Palio di Verona, bardziej znane pod nazwą palio del drappo verde („palio zielonej flagi”). Palio po raz pierwszy zostało zorganizowane 800 lat temu, dzięki czemu jest najstarszym konkursem na świecie. Jego ponowna organizacja miała uczcić rocznicę powstania. Była to 591. edycja konkursu.

### Media
Historycznym dziennikiem Werony jest „Arena”, która jest jednym z najstarszych dzienników we Włoszech. Gazeta powstała w 1866 roku, zaraz po aneksji Wenecji Euganejskiej przez Włochy. Od 2004 roku jako dodatek do Corriere della Sera jest publikowany również Corriere di Verona.
W Weronie funkcjonują dwie stacje telewizyjne. TeleNuovo powstała w Weronie w 1979 roku. Stacja oferuje głównie programy dziennikarskie: wiadomości, politykę lokalną, ekonomię, sport, wydarzenia kulturalne. Ze stacją współpracuje piłkarz Preben Elkjær Larsen, kluczowy gracz Hellas Werona w Serie A.
TeleArena, druga stacja telewizyjna, również powstała w 1979 roku i była pierwszą telewizją lokalną z fonią. Silnym punktem TeleArena były wiadomości lokalne i informacje sportowe, z niedzielną kroniką sportową poświęconą meczom Hellas Werona i Chievo Werona.
Pierwszym radiem Werony zostało Radio Verona powstałe w 1975 roku. Radio od wielu lat ma w programie kronikę piłkarskich spotkań Hellas Werona prowadzonych przez Roberta Puliera, znanego werońskiego komika, aktora i reżysera teatralnego. Bardziej popularnym radiem jest obecnie Radio Adige, założone w 1976 roku. Radio oferuje program skoncentrowany na wiadomościach lokalnych i informacjach sportowych, ale także na lekkiej muzyce.

## Sport

### Piłka nożna
W Weronie istnieją dwie drużyny piłkarskie:
- Hellas Verona FC 1903 występująca w Serie A,
- Virtus Vecomp Verona występująca w Serie C2.

AC ChievoVerona spadło z Serie A w 2019 roku. W lipcu 2021 roku Chievo zostało wykluczone z Serie B z powodu zaległości podatkowych. W 2021 klub przestał istnieć. 
Hellas Verona wraz ze swoim trenerem Osvaldem Bagnolim zdołała zdobyć jedyne w Wenecji Euganejskiej mistrzostwo Włoch w sezonie 1984/1985, zapisując się tym samym w historii włoskiej piłki nożnej. Obrońcą był wówczas Hans-Peter Briegel, natomiast w ataku grali Elkjar oraz Galderisi. W następnym roku drużyna brała udział w Lidze Mistrzów UEFA, z której została wyeliminowana w drugiej rundzie przez Juventus F.C. w meczu zamkniętym dla publiczności, który wzbudził wiele kontrowersji.
Początkowo dobrym sezonem dla Werony był także 2001/2002, kiedy w rundzie jesiennej Chievo (które po raz pierwszy awansowało do Serie A) i Hellas po rundzie jesiennej zajmowały pierwsze miejsca w tabeli. Runda wiosenna nie była już tak udana – przede wszystkim dla Hellas, które spadło do Serie B.
Chievo Werona miało dobry sezon w 2005/2006, kiedy jej trenerem był Giuseppe Pillon. Jednak po skandalu Calciopoli drużyna zajęła dopiero czwarte miejsce w klasyfikacji generalnej i nie dostała się do głównych rozgrywek Ligi Mistrzów (została pokonana przez bułgarską drużynę Lewski Sofia). W sezonie 2006/2007 Chievo zostało po raz pierwszy od 6 lat zdegradowane.
Obie drużyny grają na Stadio Marcantonio Bentegodi, na którym rozegrano niektóre mecze Mistrzostw Świata w Piłce Nożnej w 1990 roku.

### Kolarstwo
Werona jest ważnym miastem dla włoskiego oraz światowego kolarstwa. To właśnie tutaj na przestrzeni kilku lat odbyły się dwie edycje mistrzostw świata w kolarstwie szosowym. Pierwsza edycja miała miejsce w 1999 roku i została wygrana przez hiszpańskiego kolarza Óscara Freire. W tej edycji konkursu w kategorii Junior złoty medal wygrał Werończyk Damiano Cunego. Druga edycja odbyła się w 2004 roku i ponownie została wygrana przez Óscara Freire. Cunego, który również brał udział w tym wyścigu jako zawodowiec, po pełnym sukcesów roku (wygrał wówczas Giro d’Italia, Giro di Lombardia, Giro del Trentino i Giro dell’Appennino) dojechał do mety dopiero jako dziewiąty.

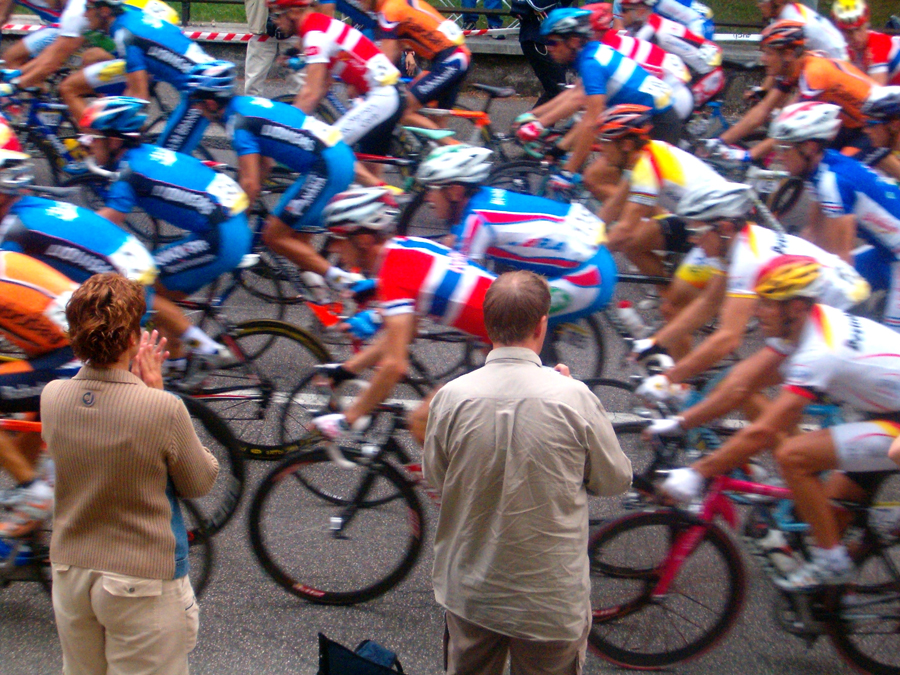
Zdjęcie zrobione podczas mistrzostw świata w kolarstwie szosowym w Weronie, wjazd na wzgórze św. Piotra

Werona trzykrotnie znajdowała się na jednym z etapów Giro d’Italia: 10 czerwca 1984 – 20. i ostatni etap, wyścig wygrany przez Francesca Mosera (pokonał faworyta Laurenta Fignona). 3 czerwca 1997 odbył się tutaj 17. etap, którego zwycięzcą był Mirko Gualdi. 2 czerwca 2007 w Weronie zakończył się 20. etap Giro d’Italia (jazda indywidualna na czas), w którym wygrał Paolo Savoldelli. Zwycięzcą całego wyścigu został Danilo Di Luca.
Wielu kolarzy urodziło się w pobliżu Werony. Damiano Cunego został nazwany „małym księciem” dzięki serii zwycięstw, głównie w 2004 roku. To w tym roku zajął pierwsze miejsce w rankingu UCI. Po ciężkim roku 2005, w którym zachorował na mononukleozę, zdobył białą koszulkę w Tour de France. W 2007 dojechał jako 5. w Giro d’Italia i wygrał Giro di Lombardia.
Kolejnym kolarzem pochodzącym z okolic Werony jest Davide Rebellin, który wygrał wiele nagród, klasyfikacji i wyścigów na poziomie międzynarodowym. Jego najlepszym rokiem był 2004, gdy udało mu się wygrać Amstel Gold Race, La Flèche Wallonne, Liège-Bastogne-Liège, zaś w mistrzostwach świata w kolarstwie szosowym dojechał do mety jako drugi.
Daniele Pietropolli i Francesco Bellotti są uważani za znakomitych kolarzy zespołowych. Obaj mają w kolekcji wiele sukcesów.
Na rowerze górskim Paola Pezzo wygrała dwa złote medale na igrzyskach w Atlancie w 1996 oraz na igrzyskach w Sydeny w 2000.

### Kajakarstwo
W Weronie istnieją dwa renomowane stowarzyszenia kajakarskie. Canoa Club Verona utrzymuje mistrzostwo od kilkudziesięciu lat, a od 1963 swoją działalność rozwija również szkoła kajakarstwa. Jej celem jest wyszkolenie kajakarzy fizycznie i technicznie na poziomie międzynarodowym. W sezonie zimowym jest nauczany w basenie eskimotage. Szkoła wraz z Canoa Club Pescantina od 2004 roku organizuje maraton kajakarski dla najlepszych kajakarzy we Włoszech. W 2006 liczba uczestników przekroczyła tysiąc. W Weronie funkcjonuje również sekcja kajakarska CUS Verona.
W fazie planowania są prace nad realizacją w Weronie dogodnej dla kajakarzy infrastruktury, która pozwoli organizować konkursy i wyścigi międzynarodowe. Zostaną zbudowane dwa ośrodki: główny, dwupiętrowy z siłownią, szatniami i biurami oraz drugi z barem, restauracją i innymi usługami. Będą one usytuowane w dzielnicy Chievo, gdzie Adyga oddziela się od kanału Camuzzoni. W ten sposób rzekę będzie można wykorzystać do wyścigów, a kanał w celach szkoleniowych.

### Koszykówka
W przeszłości Werona miała drużynę koszykarską, Scaligera Basket Verona, która osiągała znakomite rezultaty, zwłaszcza w latach dziewięćdziesiątych, kiedy grała w Serie A i zdołała wygrać Puchar Włoch, Superpuchar Włoch oraz Puchar Koracza. Drużyna rozpadła się w 2002 roku, kiedy dotknął ją kryzys finansowy i wycofał się nowy prezes. Scaligera Basket została zdegradowana do Serie C i przemianowana na San Zeno Basket. Obecnie drużyna gra w Serie B2.

### Siatkówka
Miasto posiada również prestiżową męską drużynę siatkówki: Marmi Lanza Werona. Drużyna powstała w 2001 roku po fuzji dwóch drużyn, grała w Serie A, zajmując 6. miejsce w sezonie 2004/2005. Drużyna została zdegradowana do Serie A2 po rozgrywkach sezonu 2006/2007.

### Rugby
W Weronie są cztery drużyny rugby. CUS Verona Rugby w sezonie 2006/2007 grała w Serie A i została zdegradowana do Serie B. Od tej pory rywalizuje z Rugby Club Valpolicella, która od kilku lat gra w tej klasie rozgrywek. W Serie C grają West Verona Rugby Union i Rugby Valeggio.

## Gospodarka
Gospodarkę regionu Wenecji Euganejskiej tworzą głównie małe oraz średnie przedsiębiorstwa. Nie brakuje również dużych koncernów przemysłowych, a centrum logistyczne Werony pełni istotną rolę w handlu międzynarodowym. Do silnego sektora rolniczego oraz przemysłowego dołączył z czasem rozwój sektora usług, głównie sektora finansowego.

### Sektor pierwszy
Obszar północno-zachodni, Valpolicella, słynie ze swoich winnic, z których pochodzą winogrona na wina o statusie regulowanej nazwy miejsca pochodzenia (denominazione di origine controllata), takie jak Valpolicella DOC, Recioto DOC, Amarone DOC czy Bardolino DOC.
Obszar podgórza Alp – Lessinia – w północnej części regionu obfituje w bogate pastwiska oraz żyzną ziemię pod chów trzody. W tych doskonałych warunkach produkowany jest ser Monte Veronese, który otrzymał status rozpoznania produktu oraz pochodzenia (il riconoscimento di prodotto a denominazione di origine protetta – DOP).
Południe regionu jest znane ze swojego ryżu, który jest doceniany w całych Włoszech i którego wytwórcy organizują m.in. coroczne spotkania miłośników ryżu w Sagra. Spotkania te jednoczą całą gminę Isola della Scala. Valeggio sul Mincio jest znane z ręcznej produkcji tortellini, które według lokalnych przedsiębiorców właśnie tu ma swoje korzenie (hipoteza ta jest negowana przez Bolonię).
Obszar San Mauro di Saline jest znany dzięki produkcji sławnych kasztanów, rzadkiego, ale niezwykle wykwintnego gatunku.
Południowa część regionu Wenecji Euganejskiej jest bogata w specjały takie jak oliwa extra vergine z Mezzane, wiśnie z Cazzano di Tramigna, a także wino Soave DOC i Arcole DOC oraz zielony groszek z Colognola ai Colli i szparagi z Arcole.
Obszar Bassa Veronese jest znany z truskawek z San Giovanni Lupatoto, jabłek z Zevio i z Belfiore, melonów z Trevenzuolo i Erbè, ryżu z Vialone Nano IGP di Isola della Scala, czerwonej cykorii z Cologna Veneta (gminy znanej także dzięki nugatowi), kapusty z Castagnaro oraz szparagów z Sanguinetto. Mieszkańcy południowo-zachodniej części regionu podkreślają walory ryb z Pescantiny i białego wina Custoza DOC.

### Sektor drugi

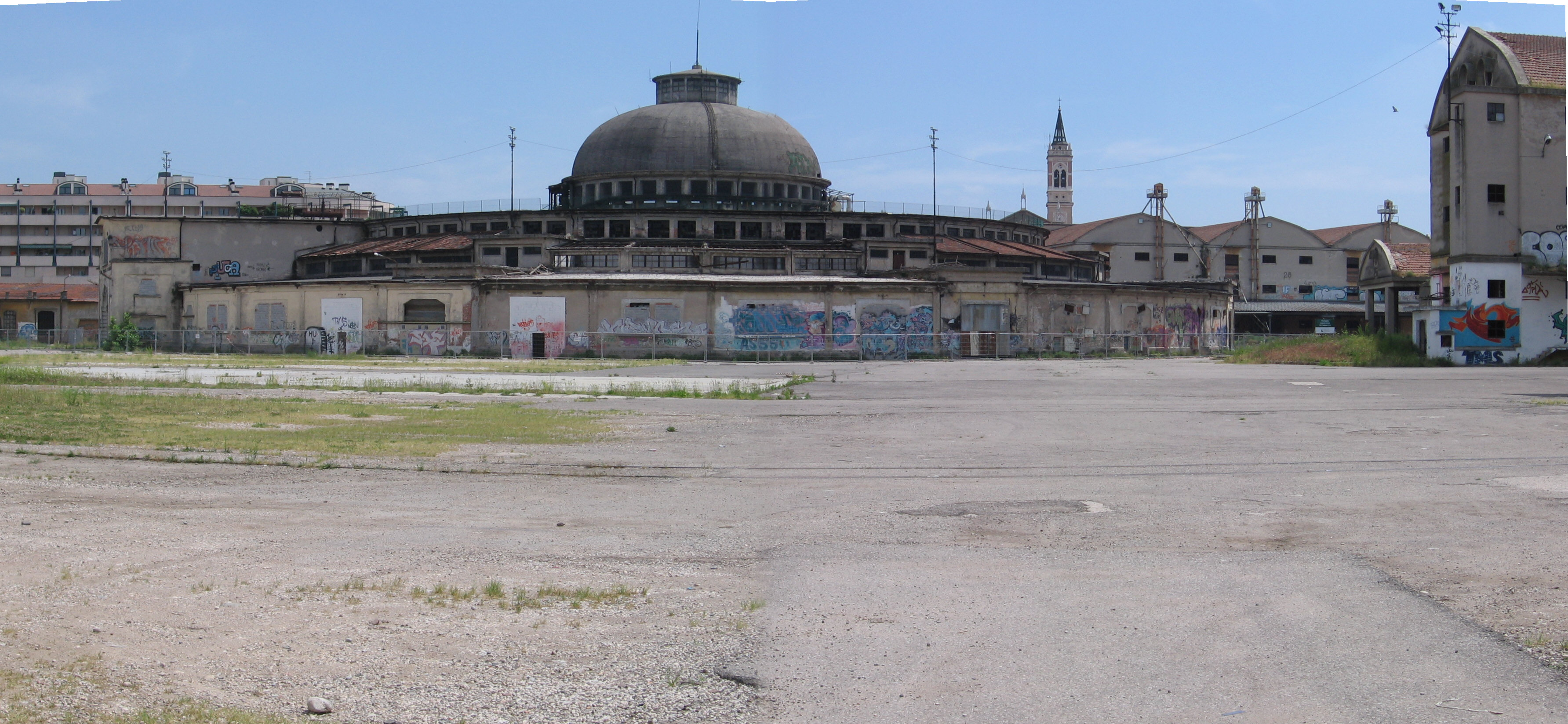
Magazyny państwowe, obecnie opuszczone

Wiele małych przedsiębiorstw, zazwyczaj rodzinnych, jest obecnie ukierunkowanych na aktywność tradycyjną, nawet jeśli stanowią część przemysłowego centrum Werony Południowej (Ente Fiere). Silną stronę ekonomii Werony stanowi rzemieślnicza praca w marmurze, sektor samochodowy oraz urządzeń rolniczych, a także artystyczne wykańczanie mebli (Bovolone, Cerea, Isola della Scala).
Werona jest główną siedzibą przemysłu spożywczego, firm takich jak AIA, Rana oraz głównych producentów cukierniczych (Bauli, Paluani, Melegatti, Dal Colle, Vicenzi), którzy zawdzięczają swoją popularność pandoro, popularnemu włoskiemu ciastu, które jest pieczone na święta Bożego Narodzenia. Smakołyk ten jest znany również za granicą.
Spośród przedsiębiorstw przemysłowych wyróżnia się firma farmaceutyczna Glaxo, która wspiera działania uniwersyteckie, głównie centra specjalizujące się w badaniach w zakresie medycyny (Szpitale Borgo Roma i Borgo Trento). W ostatnim czasie centrum uniwersyteckie znacznie się rozrosło, przyciągając nowy kapitał.

### Sektor trzeci
Sektor usług skorzystał głównie na rozwoju gospodarczym, który osiągnął swój szczyt w latach dziewięćdziesiątych dzięki dewaluacji lira. Wówczas wzrósł odsetek turystów zagranicznych, a turyzm zaczął obracać się wokół dwóch centrów: turyzmu artystycznego (centrum historyczne i opera) oraz sportowego (jezioro Garda). Zanotowano masowy napływ turystów niemieckich oraz holenderskich oraz w mniejszej liczbie amerykańskich oraz japońskich. Z początkiem nowego tysiąclecia zaobserwowano również większą mobilność samych Włochów, a także mieszkańców krajów wschodnioeuropejskich.
Z wejściem w obieg mocnego euro Werona stała się mniej ciekawym miejscem dla zagranicznych turystów, przez co zmniejszył się ich napływ. Obecnie widoczne jest polepszenie sytuacji.
Istotną rolę pełni sektor bankowo-ubezpieczeniowy ze znacjonalizowanymi przedsiębiorstwami, takimi jak Cattolica Assicurazioni, Cariverona (obecnie w fuzji z UniCredit) oraz Banca Popolare di Verona. To ostatnie staje się najbardziej popularnym bankiem we Włoszech dzięki połączeniu najpierw z Banca Popolare di Novara, a następnie Banca Popolare Italiana i utworzeniu Banca Popolare. Dzięki współpracy trzech werońskich spółek powstaje tu największe centrum finansowe w całym regionie. Ważne spółki finansowe, takie jak Deutsche Bank, zgłosiły swoją chęć otworzenia siedziby w nowym centrum finansowym.

#### Targi

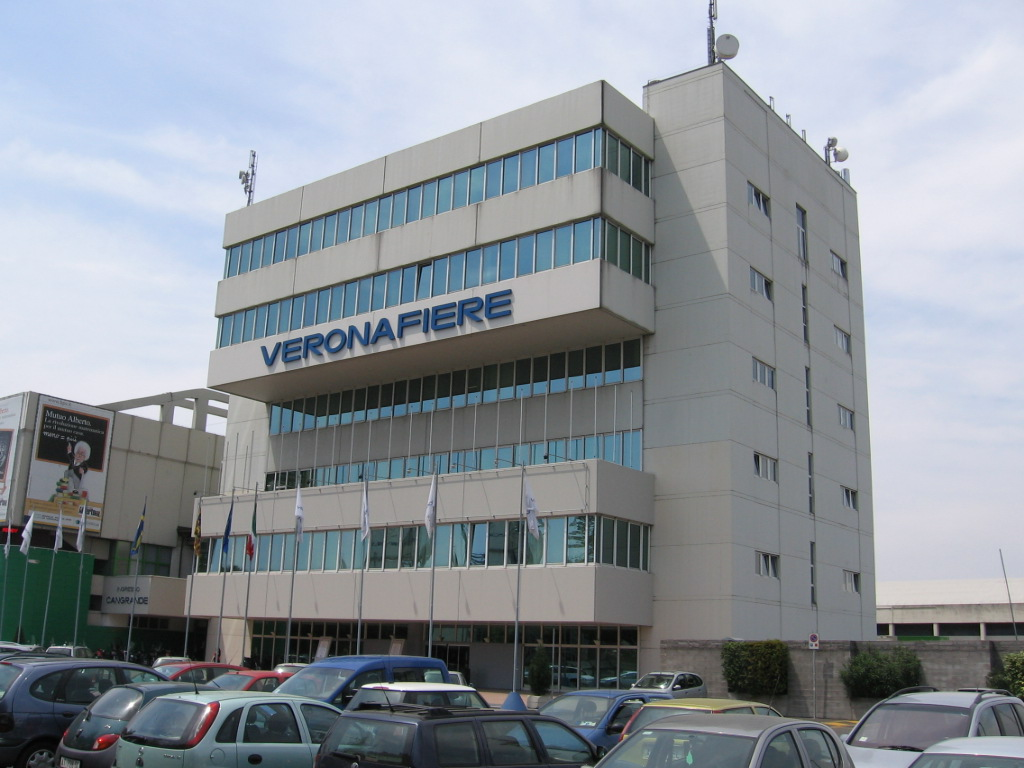
Targ w Weronie

Targi w Weronie powstały w 1898 roku i od tamtej pory pełnią rolę międzynarodową. Targi są usytuowane w zindustrializowanej części miasta. Kompleks obejmuje obszar równy 350 000 m², z których 122 000 m² jest podzielonych na 12 pawilonów. Miejsce to odwiedza około 1 100 000 osób rocznie, przy czym wielu z nich przyjeżdża z zagranicy.
Główne targi organizowane na obszarze kompleksu obejmują:
- Abitare il Tempo: targi urządzania wnętrz;
- ArtVerona: narodowe targi sztuki nowoczesnej;
- Elettroexpo: targi elektroniki oraz urządzeń radiowych;
- Fieragricola: najstarsze targi organizowany od 1989, jest unikatowym zjawiskiem we Włoszech[72];
- Fieracavalli: najważniejsze targi w sektorze związanym z końmi[73];
- Luxury & Yachts: międzynarodowe targi luksusu;
- Job&Orienta: targi dedykowane nauce, pracy, karierze;
- Marmomacc: targi „marmo+macchine” marmurów i maszyn do obróbki kamieni budowlanych[74];
- Model Expo Italy: targi modelarstwa statycznego i dynamicznego;
- Nauticshow: międzynarodowe targi nurkowania;
- Samoter: wydarzenie dedykowane firmom z sektora ciężkiego sprzętu budowniczego;
- Vinitaly: jedne z największych targów winnych na całym świecie, miejsce spotkań ekspertów i wielbicieli wina[75];
- Vivi la Casa: targi mebli, od klasycznych do nowoczesnych.

## Infrastruktura i transport

### Sieć drogowa
Werona jest istotnym węzłem drogowym z racji położenia na przecięciu dwóch bardzo ważnych i uczęszczanych dróg:
- A4 – Mediolan – Wenecja z węzłami Verona Nord i Verona Sud;
- A22 – autostrada Brennerska z węzłem Verona Nord.

Ponadto centrum miasta jest otoczone ze strony zachodniej, południowej i wschodniej siecią obwodnic, podczas gdy od strony północnej budowa obwodnicy jest dopiero zatwierdzana. Nowa obwodnica ma przechodzić przez tunel pod wzgórzem Świętego Piotra, tworząc obręcz dookoła miasta.
Do miasta można również dotrzeć drogą krajową 434, która łączy miasto z Rovigo, drogą krajową 11, która łączy Turyn z Wenecją, i drogą krajową 12, która łączy Pizę z przełęczą Brenner.

### Autobusy
W mieście funkcjonuje sieć autobusów miejskich oraz podmiejskich zarządzanych przez ATV ( Azienda Trasporti Verona). Firma powstała w 2007 roku z fuzji dwóch przedsiębiorstw, „AMT” oraz „APTV”: pierwsze zarządzało siecią autobusów miejskich, drugie siecią podmiejską. Celem fuzji była możliwość zaoferowania mieszkańcom spójnego systemu transportu, w którym są zunifikowane koszty biletów.

### Koleje
Werona pełni istotną rolę w transporcie kolejowym osobowym i towarowym. Każdego roku kolejami podróżuje 25 milionów osób. O roli Werony decyduje liczba ważnych połączeń kolejowych, które krzyżują się właśnie tutaj: linia Brenner, która łączy Włochy z Niemcami, a którą jeździ tranzytem wielu niemieckich turystów oraz przewożone jest wiele towarów (głównie samochody). Przedłużeniem trasy jest linia Werona – Bolonia. Kolejną ważną trasą są linie Mediolan – Werona oraz Werona – Wenecja. Dwa mniej ważne połączenia, które tędy przebiegają, to linia Werona – Mantua – Modena oraz Werona – Legnago – Rovigo.
Główną stacją miasta jest Porta Nuova, na której znajduje się 12 peronów dla pasażerów, a także perony dla pociągów towarowych. Pociągi towarowe jeżdżą również ze stacji Porta Vescovo, która posiada depozyt. Quadrante Europa jest centrum logistycznym, w którym magazynowane są towary. To stąd wyjeżdża 83% towarów z całego regionu do Włoch, a także poza ich granice. Z werońskiego centrum logistycznego jest eksportowanych ok. 30% towarów pochodzenia włoskiego na rynki międzynarodowe, trafia tu też ponad 50% towarów będących w tranzycie.
Przez Weronę będą przebiegały dwie linie pociągów o wysokiej prędkości przez korytarz 1 oraz 5, które połączą odpowiednio: Berlin z Sycylią oraz Lizbonę z Kijowem.
W mieście znajdują się dwie stacje kolejowe:
- Stacja Porta Nuova, stacja główna, położona w centrum miasta, niedaleko od Stadio Marcantonio Bentegodi
- Stacja Verona Porta, stacja średniej wielkości, która znajduje się we wschodniej części miasta, w Borgo Venezia.

### Lotniska
Głównym lotniskiem miasta jest port lotniczy Werona-Villafranca, z usług którego korzysta także wiele okolicznych regionów. Wynika to z centralnego umiejscowienia lotniska pomiędzy regionami: Brescia, Mantua, Rovigo, Vicenza, Trydent, Bolzano. Lotnisko w 2007 obsłużyło 3 500 000 pasażerów, co daje dwunaste miejsce we Włoszech.
Drugim, mniejszym lotniskiem, jest lotnisko Werona-Boscomantico, położone kilka kilometrów od miasta. Jest ono wykorzystywane głównie w celach turystycznych, do pokazów samolotowych, a także jako baza wypadowa dla spadochroniarzy. Jego ograniczona funkcja wynika z długości pasa startowego, który pozwala startować i lądować wyłącznie małym, jednosilnikowym samolotom.

### Projekty rozwoju
Sieć tramwajowa: miasto jest w fazie zatwierdzania konstrukcji linii tramwajowej, która ma przyczynić się do likwidacji korków oraz ograniczenia zanieczyszczenia powietrza. Obecnie odbywa się debata nad wyborem konstrukcji torów: klasycznych na platformach bądź też bezplatformowych, kontrolowanych przez specjalne magnesy umieszczone wzdłuż ulic, które tworzą „tunel”, z którego tramwaj nie może wyjechać. System ten jest używany obecnie w Eindhoven. Zostały zaprojektowane dwie linie, które będą stopniowo rozbudowywane. Pierwsza linia wschód-zachód będzie wyjeżdżała z San Michele Extra i przebiegała przez stację kolejową Porta Nuova, docierając do stadionu Bentegodi. Druga linia będzie startowała z punktu poboru opłat w południowej Weronie i po przebiegnięciu przez Targ w Weronie oraz stację Porta Nuova dotrze do Borgo Trento.
Sieć kolejowa: w fazie projektu jest podróż pociągiem o wysokiej prędkości przez korytarz 5 wschód-zachód, oraz korytarz 1 północ-południe. Planowana jest także rozbudowa stacji kolejowej Porta Nuova, a także przeniesienie znacznej części handlu do Quadrante Europa. Ponadto w planach jest zbudowanie połączenia kolejowego z portem lotniczym.

## Współpraca
Werona jest miastem partnerskim poniższych miast:
| Miasto partnerskie    | Kraj              | Od kiedy |
| --------------------- | ----------------- | -------- |
| Albany                | Stany Zjednoczone |          |
| Ayacucho              | Peru              |          |
| Betlejem              | Palestyna         | 1998     |
| Detmold               | Niemcy            |          |
| Fresno                | Stany Zjednoczone |          |
| Korcza                | Albania           |          |
| Korfu                 | Grecja            |          |
| Koszyce               | Słowacja          |          |
| Meszhed               | Iran              |          |
| Monachium             | Niemcy            | 1960     |
| Nagahama              | Japonia           |          |
| Nîmes                 | Francja           | 1960     |
| Ningbo                | Chiny             |          |
| Pula                  | Chorwacja         | 1982     |
| Ra’ananna             | Izrael            | 1998     |
| Saint-Josse-ten-Noode | Belgia            |          |
| Salzburg              | Austria           | 1973     |